# Škoda Fabia
Škoda Fabia (укр. Шкода Фабія) — компактні автомобілі, що виробляються компанією Škoda з 1999 року.

## Škoda Fabia I (Тип 6Y) (1999—2007)

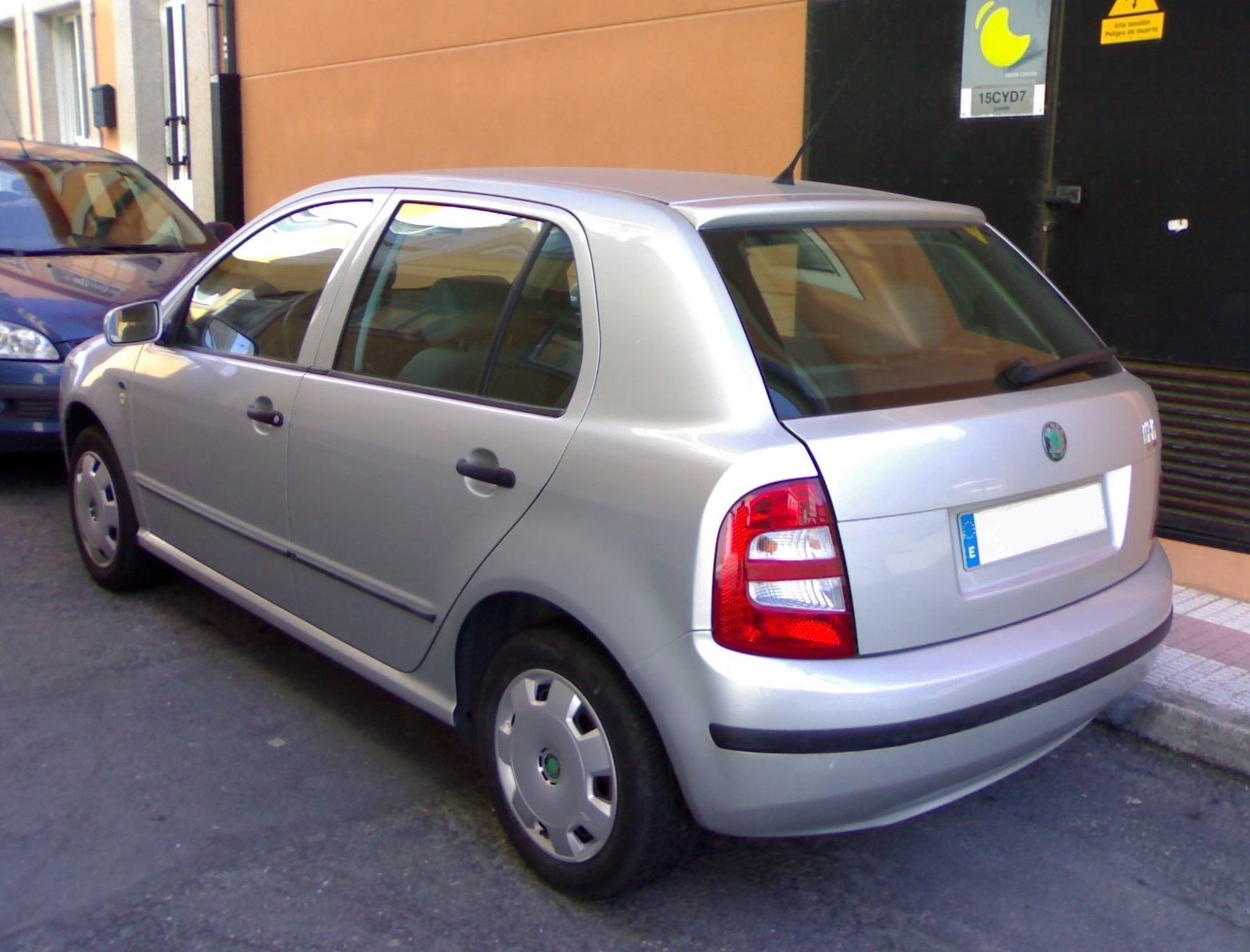
Škoda Fabia (1999—2004)

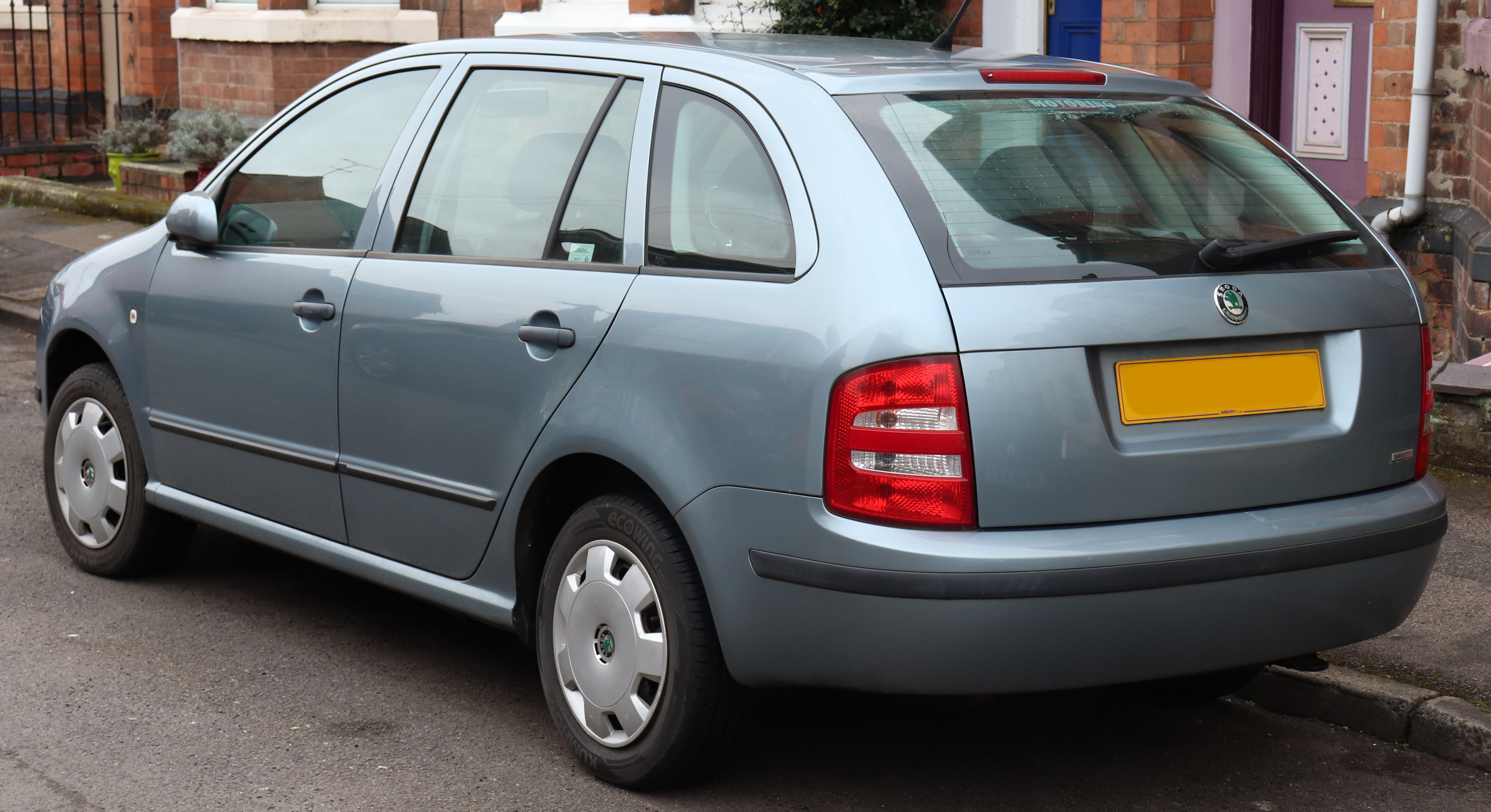
Škoda Fabia Combi (2000—2004)

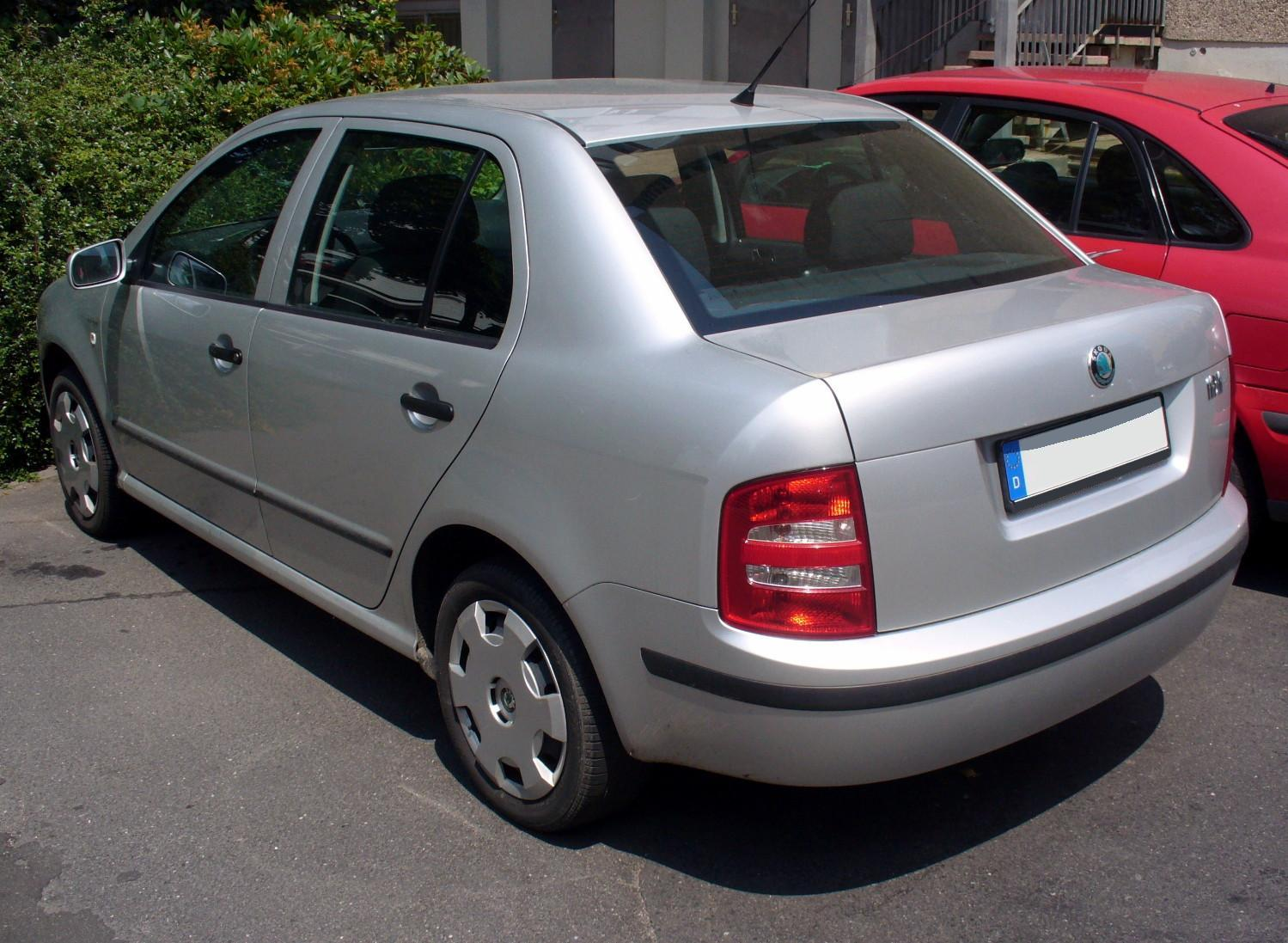
Škoda Fabia Sedan (2001—2004)

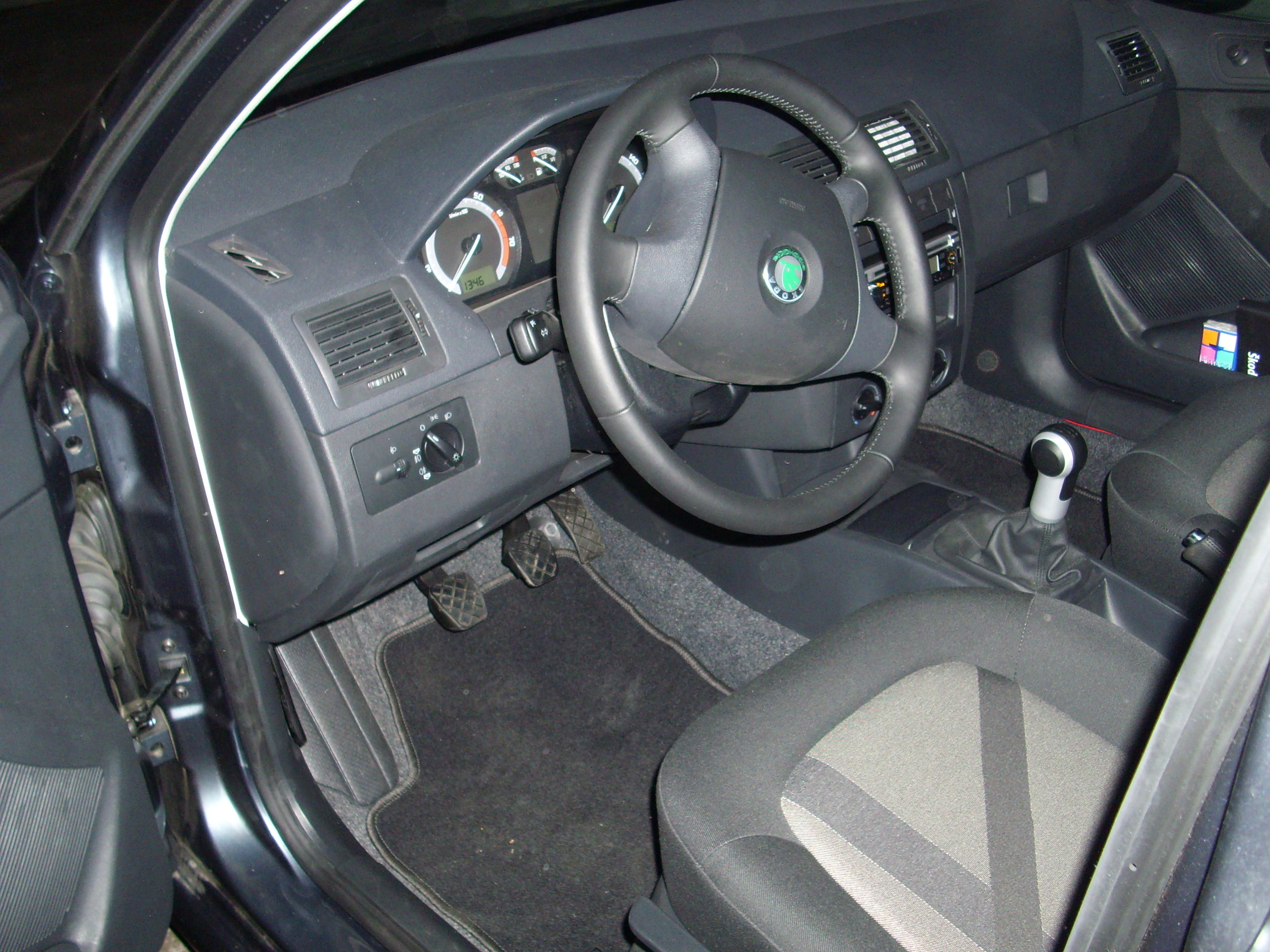

Компактна модель Fabia була представлена в кінці 1999 року. Автомобіль побудували на тій же платформі, що і Volkswagen Polo, оснастили широкою гаммою двигунів, які були розроблені не тільки фахівцями Skoda, але й інженерами Volkswagen. Перші моделі Skoda Fabia мали лише кузов хетчбек. У 2000 році було випущено універсал Skoda Fabia Combi, а з 2001 року в Чехії виробляли і 4-дверний седан.
Через рік після дебюту світом розійшлося вже понад 600 тисяч Skoda Fabia.
Skoda Fabia спочатку мала три комплектації, які позначалися як Classic, Comfort і Elegance. Трохи пізніше з'явилися ще дві найпростіші і аскетичні Basic і Junior. Автомобілі в двох останніх версіях коштують трохи дешевше інших, тому що в них відсутній гідропідсилювач керма, полиця над багажником і навіть кришка ящика для рукавичок. Хоча версія Classic теж не дуже багата, немає навіть електроприводу передніх склопідйомників. Зате до ваших послуг система опалення та вентиляції з фільтром, а також звуковим індикатором, який повідомляє про необхідність включити головне світло. Версія Comfort комплектується протитуманними фарами, бічними дзеркалами, забарвленими в колір кузова, і бічними молдингами. Крім того, водійське сидіння регулюється по висоті, поставляються бортовий комп'ютер, передні електросклопідйомники і центральний замок з сигналізацією, що не дозволяє відкрити двері, навіть, якщо скло розбите .
Найдорожча версія — Elegance, має світлий елегантний салон з великою кількістю хромованих накладок, повним електропакетом, клімат-контролем і сидіннями з електропідігрівом. Для зберігання прохолодних напоїв в салоні є два невеликих кондиціонуючих відсіки.
З практичної точки зору найвигіднішим є універсал. Всі 262 мм збільшення у довжині (4222 мм в універсала проти 3960 мм у хетчбека) йдуть на збільшення об'єму багажника. У місному варіанті Skoda Fabia його обсяг становить 426 літрів (у хетчбека 260 л), а якщо заднє сидіння розкласти, то можна перевозити до 1225 літрів вантажу. Маса Skoda Fabia при цьому зросла незначно — лише на 36 кг, що не сильно позначається на її динаміці і витраті палива.
Користуватися багажником Skoda Fabia дуже зручно, в ньому навіть передбачені петлі для кріплення вантажу, але сама сітка в комплектацію Classic не входить. Під підлогою багажника розташувалася повнорозмірна «запаска», а поруч з нею примостився об'ємний бокс, відформований під різний дріб'язок.
Покупці Skoda Fabia мають великий вибір силових агрегатів (загалом їх 12 штук). Чотири двигуна об'ємом 1,4 літра. Два з них потужністю 60 к.с. і 68 к.с. являють собою дещо модернізовані 8-клапанні агрегати, що встановлюються на старі Škoda Favorit 80-х років, а пізніше і на Felicia. Два інших двигуна потужністю 75 к.с. або 101 к.с. мають вже 16-клапанну систему і вони розроблені фахівцями Volkswagen.
Далі йдуть скромніші агрегати об'ємом 1,0 л (50 л.с.) і 1,2 л (54 к.с. або 64 к.с. в залежності від модифікації). Замикає лінійку бензинових двигунів потужний 2,0-літровий агрегат потужністю 116 к.с.
Доповнюють картину два варіанти дизельних двигунів однакового об'єму, але різної потужності. Базовий варіант оснащується 1,9-літровим 64-сильним атмосферним агрегатом з безпосереднім уприскуванням палива і чотирма клапанами на циліндр. Потужніша версія, теж 1,9-літрова, має турбонагнітач з електронним регулюванням геометрії турбіни і насос-форсунки і розвиває потужність 101 л.с. Плюс дизельний двигун об'ємом 1,4 л. (75 к.с.).
Найшвидша версія Skoda Fabia, яка має приставку RS. має під капотом дизельний двигун об'ємом 1,9 літра потужністю 130 к.с. Цей силовий агрегат дозволяє автомобілю розганятися до швидкості понад 200 км / год.
Не забули фахівці Skoda і про безпеку Fabia. У моделі 2000 року в стандартне оснащення входять надувна подушка для водія, передні ремені з переднатягувачами і обмежувачами зусилля натягу. Передні надувні подушки для пасажира і ремені пропонуються за доплату. Передбачена можливість установки автоматичної трансмісії, ABS і APS.

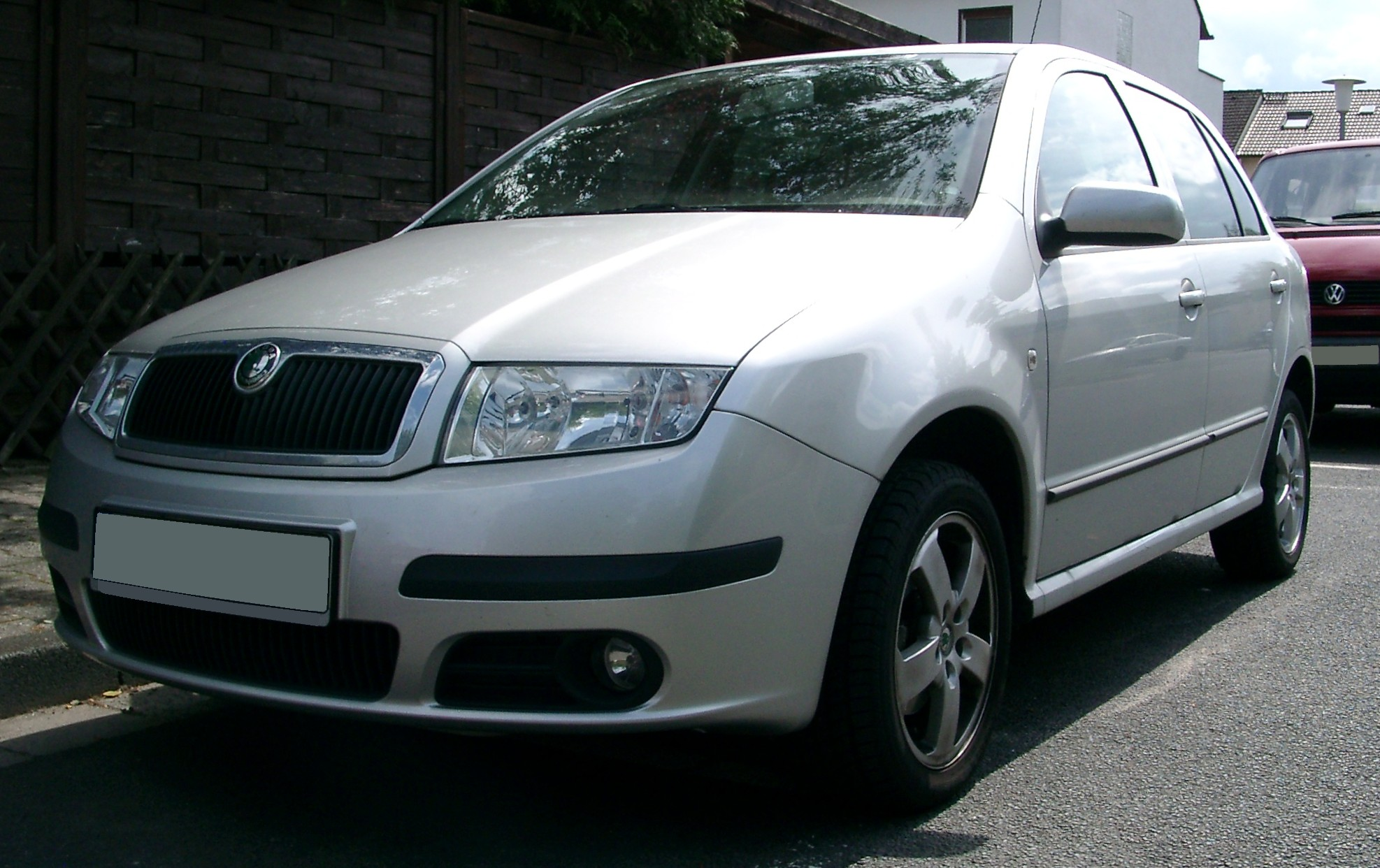
Škoda Fabia (2004—2007)

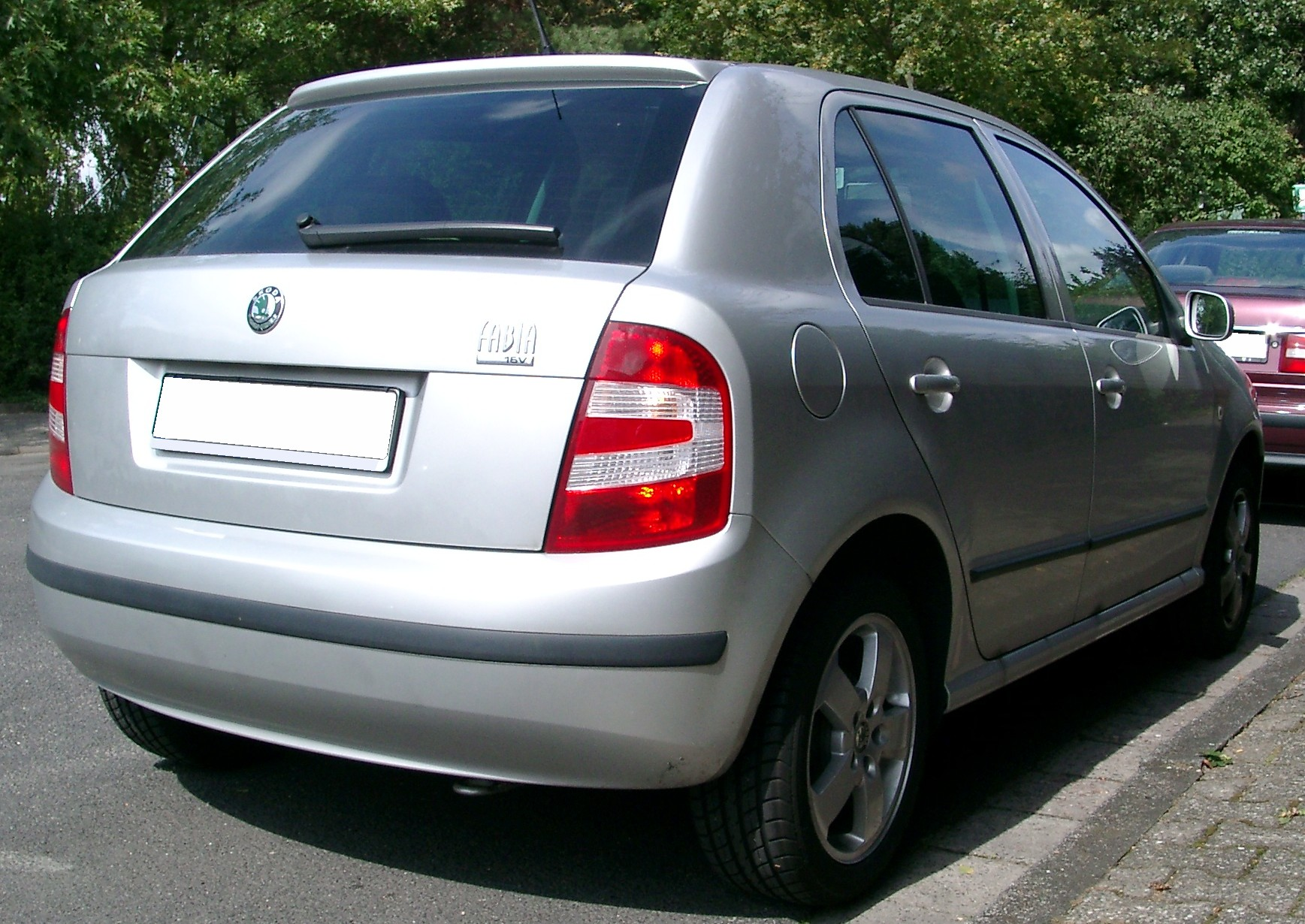
Škoda Fabia (2004—2007)

На автошоу в Парижі в 2004 році компанія Skoda представила оновлену Fabia. Правда, всі зміни, що торкнулися автомобіля на шостому році виробництва, досить незначні і малопомітні.
Головні стилістичні нововведення торкнулися зовнішнього вигляду Fabia, в якому тепер поєднуються риси «сімейної» Octavia і спортивного автомобіля: новий бампер, з вузькими прямокутними ґратами посередині замість колишньої горизонтальної виштамповки, нові колісні диски. З'явилися «протитуманки» оригінальної форми, що пропонуються тільки під замовлення або в дорогих комплектаціях. А ззаду красується нова оптика тієї ж форми, але з горизонтальними «прорізами» безбарвних ліхтарів заднього ходу в стилі моделі Octavia II. Всередині теж з'явилося нагадування про друге поколінні Octavia — це нове рульове колесо. До речі, у Fabia навіть найпростіші версії мають регульовану в двох напрямках рульову колонку. Модифікація 2005 випускається в трьох варіантах кузова — хетчбек, седан і універсал. Комплектації отримали ті ж імена, що і для Octavia: Classic, Ambiente і Elegance.
Панель і центральна консоль змінилися мало. Зокрема, верхня частина панелі, яка розташована біля лобового скла, зроблена «пористої». Крім того, на базовій модифікації замість двокольорової чорно-сірої обробки вся панель тепер виконана з чорного однотонного пластика. З'явилися нові забарвлення і варіанти обшивки сидінь і салону.
Fabia повністю відповідає стандартам безпеки, які вступили в силу в 2005 році. Основа пасивної безпеки — надзвичайно міцний і жорсткий на скручування кузов із м'ятих зонами спереду і ззаду. У дверях встановлені підсилювачі для захисту від бічного удару. Також посилені центральні стійки.

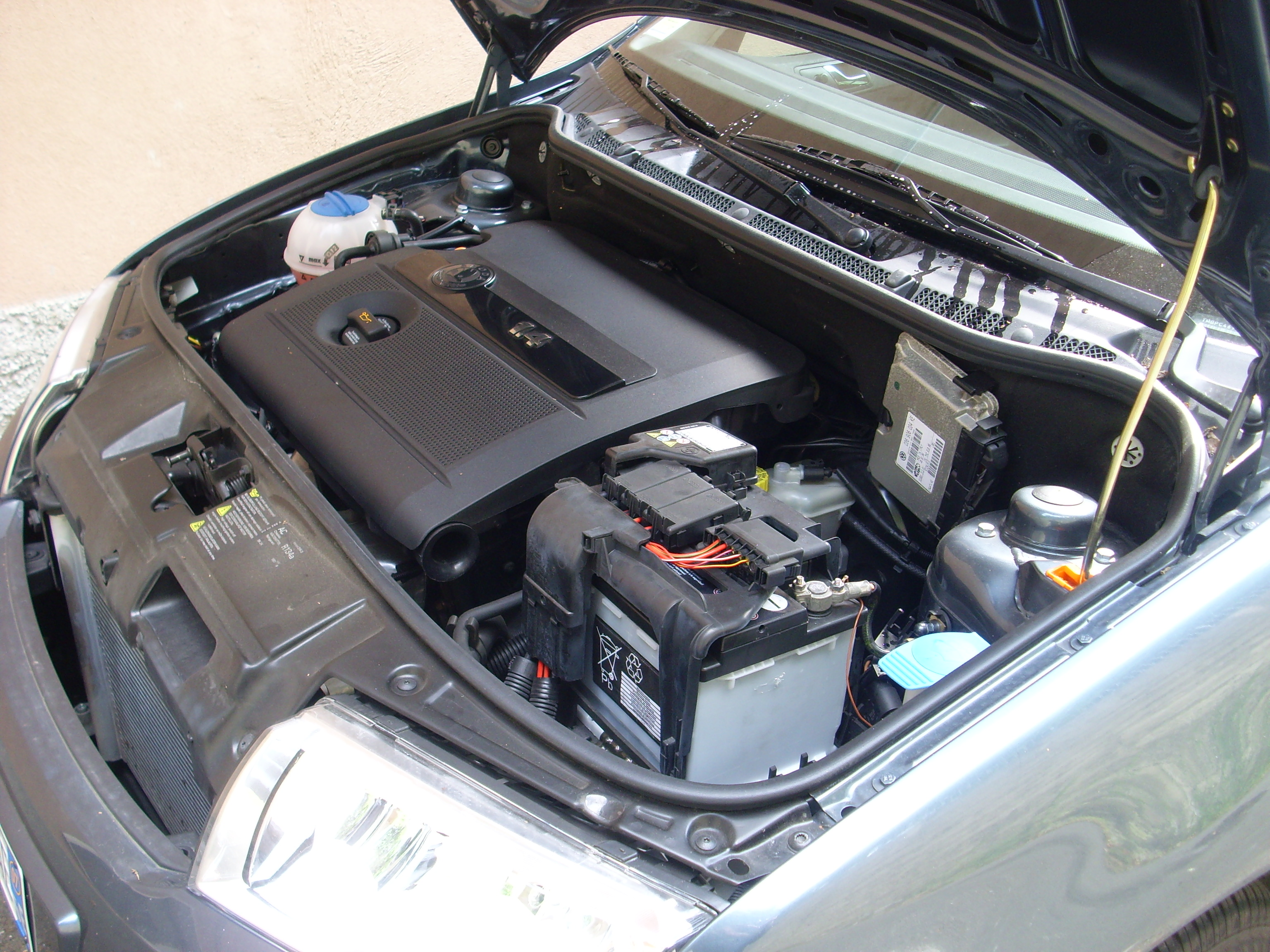
Двигун 1.4 16V

### Двигуни[2][3]
| Модель          | Циліндри  | Двигун    | Клапани   | Об'єм см³ | Потужність при об/хв     | Крутний момент при об/хв | Код двигуна           | Роки виробництва  | Версії                |
| Бензинові       | Бензинові | Бензинові | Бензинові | Бензинові | Бензинові                | Бензинові                | Бензинові             | Бензинові         | Бензинові             |
| --------------- | --------- | --------- | --------- | --------- | ------------------------ | ------------------------ | --------------------- | ----------------- | --------------------- |
| 1.0             | 4         | OHV       | 8         | 997       | 37 кВт (50 к.с.) / 5000  | 84 Нм / 2750             | AQV / ATY / ARV       | 12/1999 — 04/2000 | хетчбек               |
| 1.2 HTP         | 3         | OHC       | 6         | 1198      | 40 кВт (54 к.с.) / 4750  | 106 Нм / 3000            | AWY / BMD             | 08/2002 — 12/2006 | хетчбек               |
| 1.4 MPI         | 4         | OHV       | 8         | 1397      | 44 кВт (60к.с.) / 5000   | 118 Нм / 2600            | AZE / AZF             | 04/2000 — 04/2003 | хетчбек, Combi        |
| 1.2 HTP         | 3         | DOHC      | 12        | 1198      | 47 кВт (64 к.с.) / 5400  | 112 Нм / 3000            | AZQ / BME             | 01/2003 — 12/2007 | хетчбек, Combi, седан |
| 1.4 MPI         | 4         | OHV       | 8         | 1397      | 50 кВт (68 к.с.) / 5000  | 120 Нм / 2500            | AME / AQW / ATZ       | 12/1999 — 04/2003 | хетчбек, Combi, седан |
| 1.4 16V         | 4         | DOHC      | 16        | 1390      | 55 кВт (75 к.с.) / 5000  | 126 Нм / 3800            | APE / AUA / BBY / BKY | 04/2000 — 12/2007 | хетчбек, Combi, седан |
| 1.4 16V         | 4         | DOHC      | 16        | 1390      | 59 кВт (80 к.с.) / 5000  | 132 Нм / 3800            | BUD                   | 04/2006 — 12/2007 | Combi, седан          |
| 1.4 16V         | 4         | DOHC      | 16        | 1390      | 74 кВт (101 к.с.) / 6000 | 126 Нм / 4400            | AUB / BBZ             | 12/1999 — 12/2007 | хетчбек, Combi, седан |
| 2.0             | 4         | OHC       | 8         | 1984      | 85 кВт (115 к.с.) / 5200 | 170 Нм / 2400            | AZL / BBX             | 11/2000 — 12/2007 | хетчбек, Combi, седан |
| 2.0             | 4         | OHC       | 8         | 1984      | 88 кВт (120 к.с.) / 5600 | 174 Нм / 2400            | ATF                   | 1999 — 2000       | хетчбек               |
| Дизельні        |           |           |           |           |                          |                          |                       |                   |                       |
| 1.9 SDI (VEP)   | 4         | OHC       | 8         | 1896      | 47 кВт (64 к.с.) / 4000  | 125 Нм / 1600—2800       | ASY                   | 12/1999 — 09/2005 | хетчбек, Combi, седан |
| 1.4 TDI (PD)    | 3         | OHC       | 6         | 1422      | 51 кВт (70 к.с.) / 4000  | 155 Нм / 1600—2800       | BNM                   | 09/2005 — 12/2007 | хетчбек, Combi, седан |
| 1.4 TDI (PD)    | 3         | OHC       | 6         | 1422      | 55 кВт (75 к.с.) / 4000  | 195 Нм / 2200            | AMF                   | 06/2003 — 09/2005 | хетчбек, Combi, седан |
| 1.4 TDI (PD)    | 3         | OHC       | 6         | 1422      | 59 кВт (80 к.с.) / 4000  | 195 Нм / 2200            | BNV                   | 09/2005 — 12/2007 | хетчбек, Combi, седан |
| 1.9 TDI (PD)    | 4         | OHC       | 8         | 1896      | 74 кВт (100 к.с.) / 4000 | 240 Нм / 1800—2400       | ATD / AXR             | 12/1999 — 12/2007 | хетчбек, Combi, седан |
| 1.9 TDI RS (PD) | 4         | OHC       | 8         | 1896      | 96 кВт (130 к.с.) / 4000 | 310 Нм / 1900            | ASZ / BLT             | 06/2003 — 12/2006 | хетчбек               |
| 1. 2. 3. 4.     |           |           |           |           |                          |                          |                       |                   |                       |

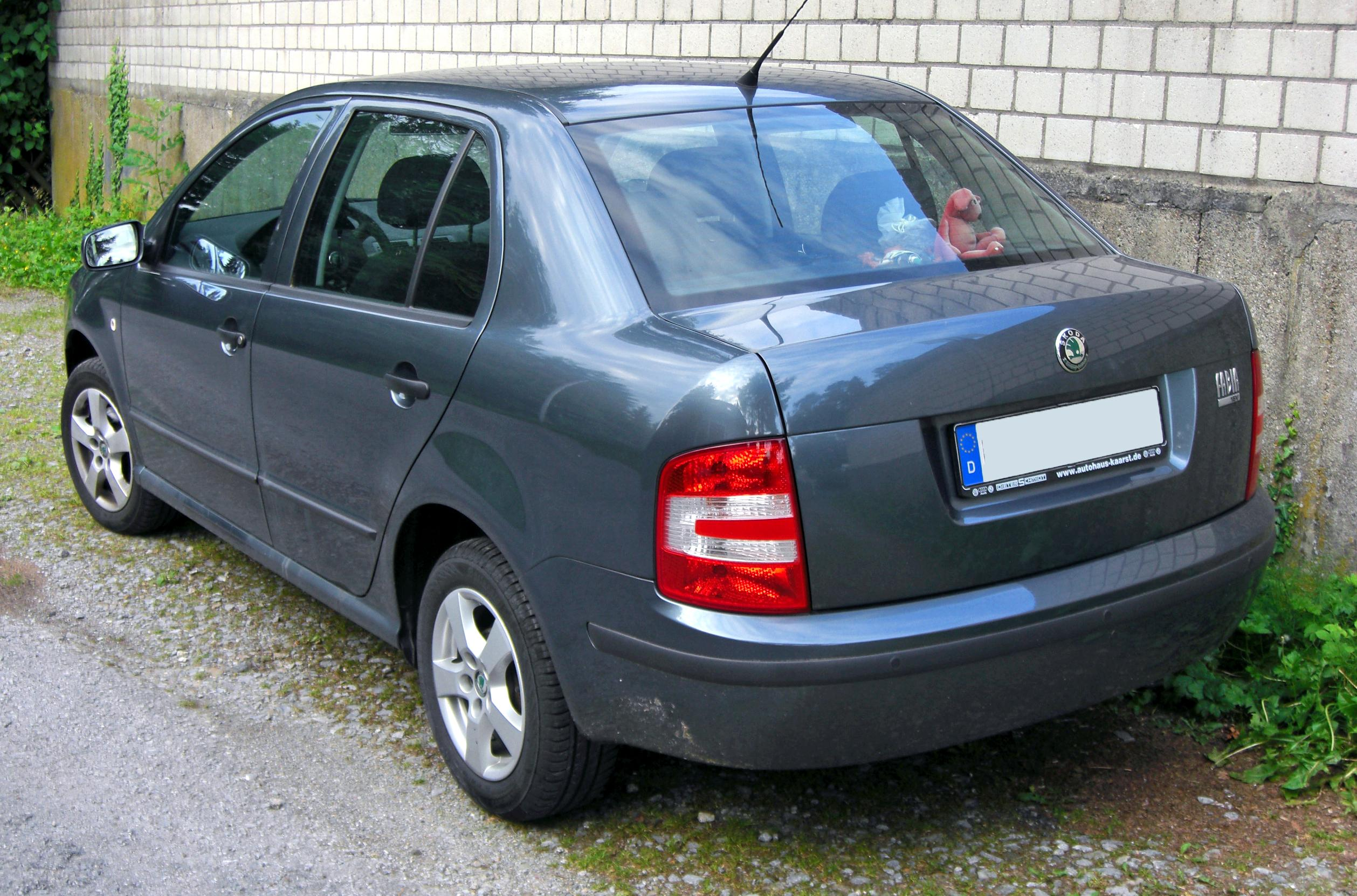
Škoda Fabia Sedan (2004–2007)
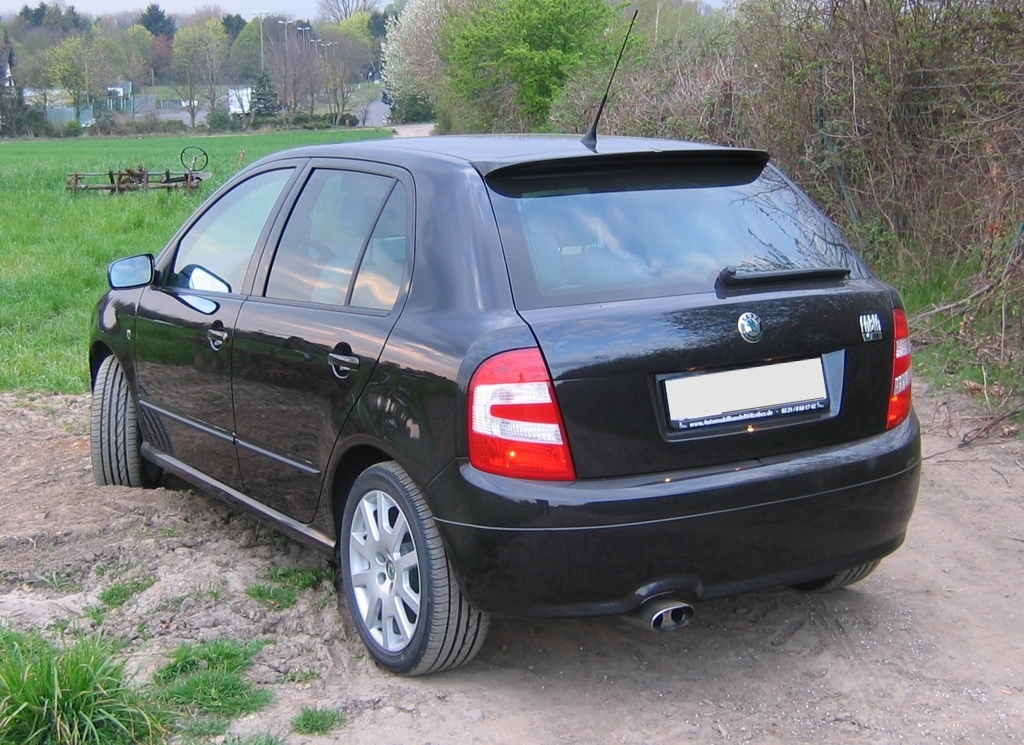
Škoda Fabia RS (2004–2006)
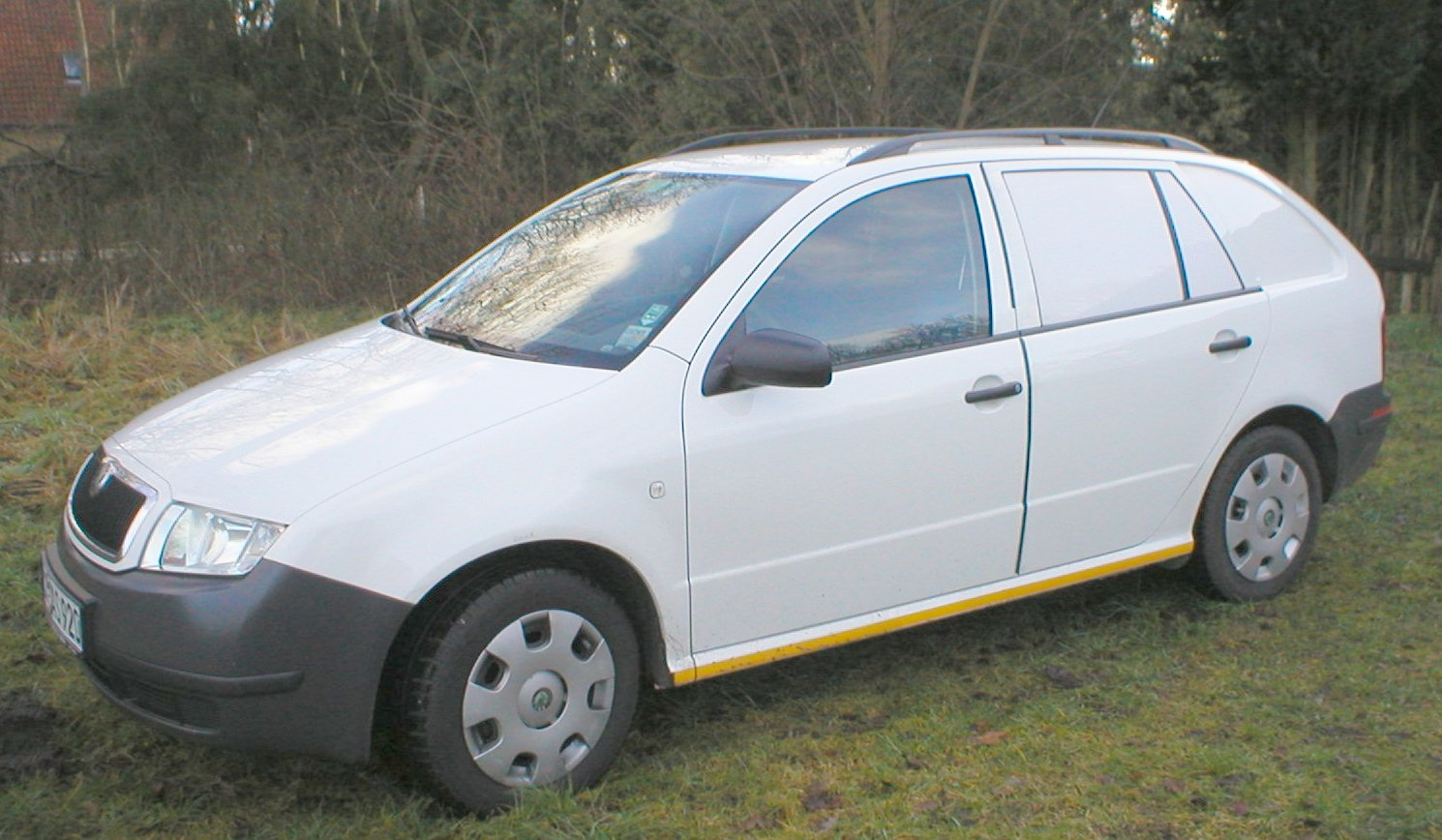
Škoda Fabia Praktik
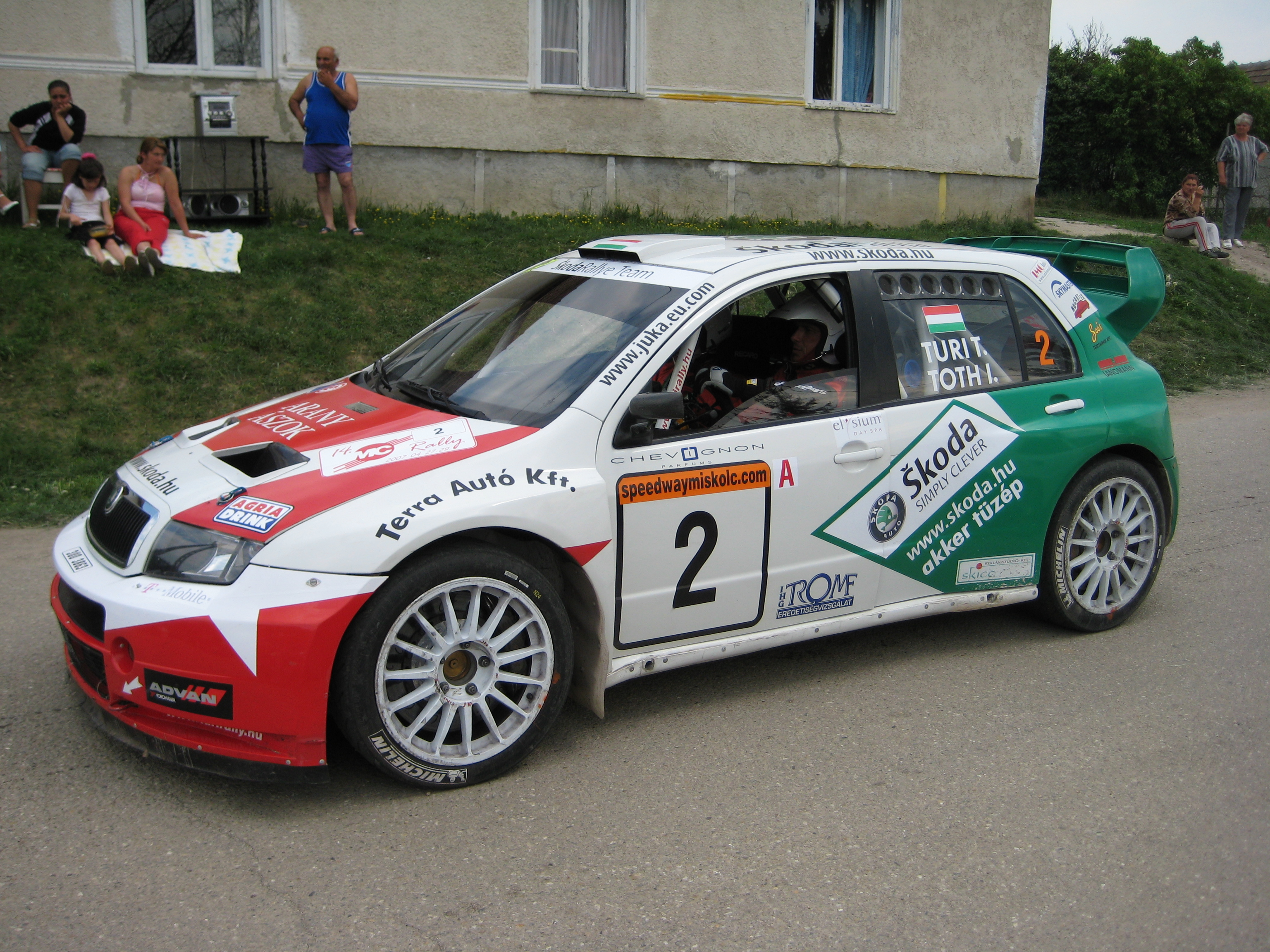
Škoda Fabia WRC

## Škoda Fabia II (Тип 5J) (2007—2014)

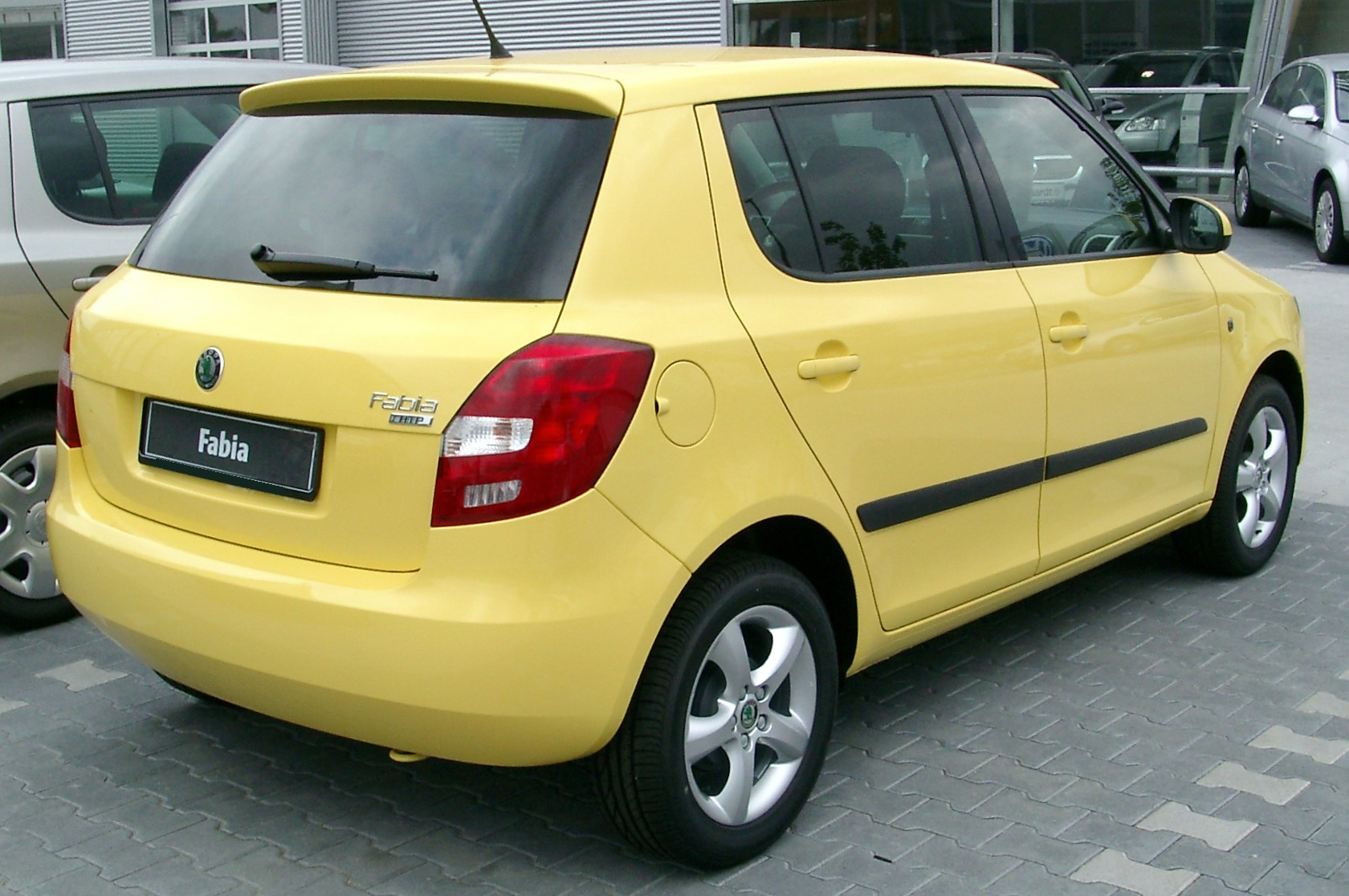
Škoda Fabia II (2007—2010)

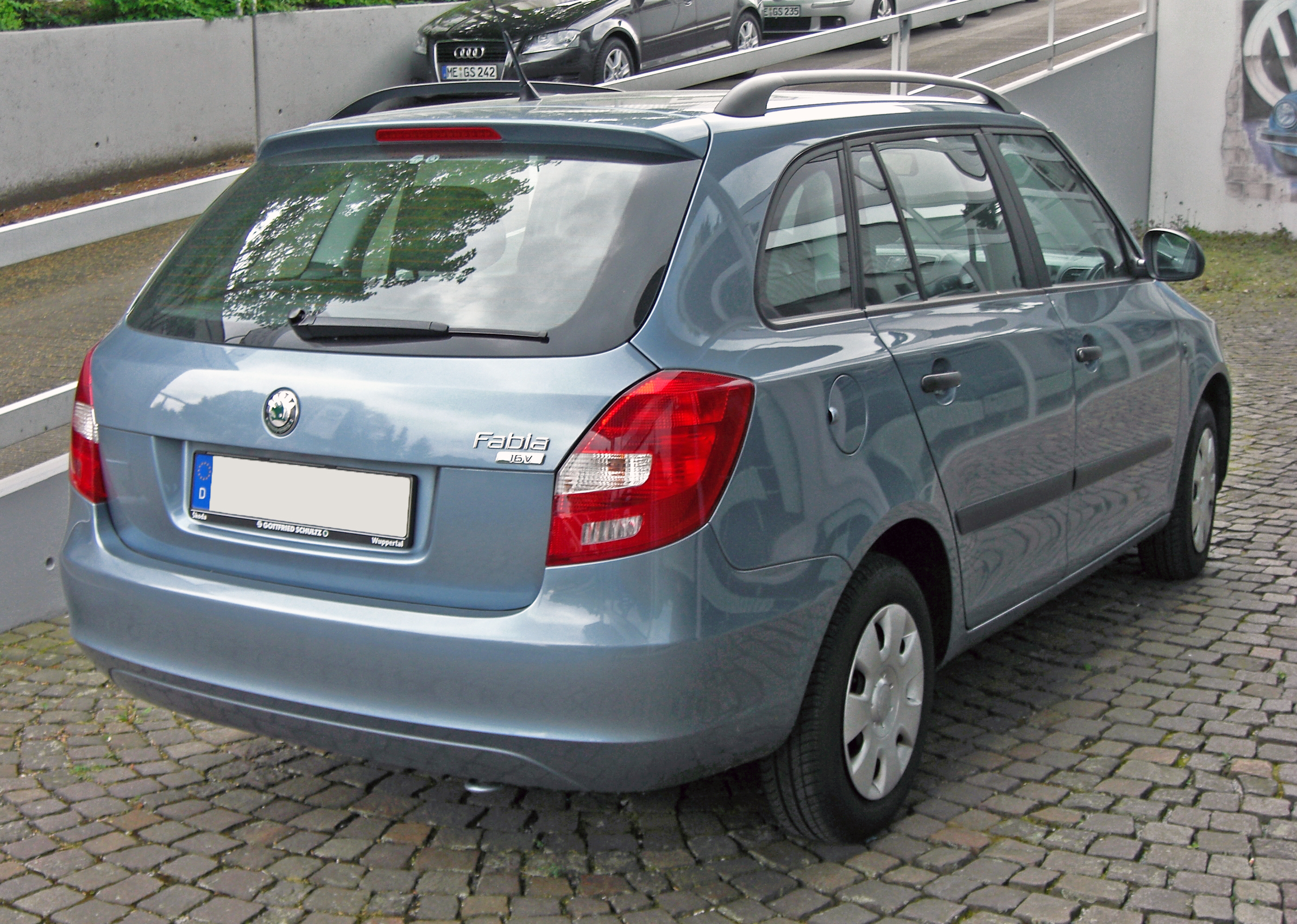
Škoda Fabia II Combi (2007—2010)

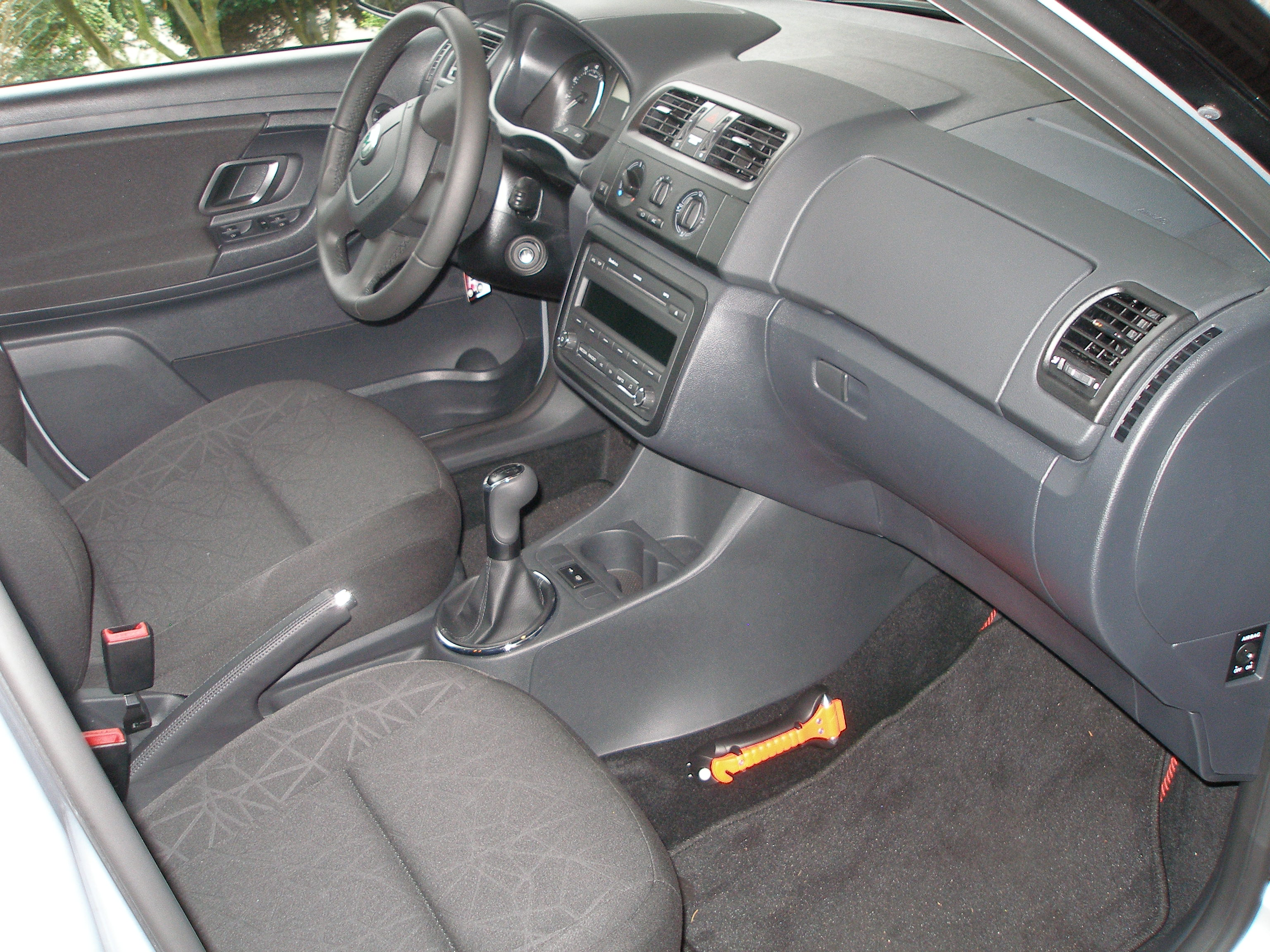
Салон

Друге покоління Фабії було представлено на Женевському автосалоні у березні 2007 року. Дизайн автомобіля витриманий у стилі моделі Roomster. Випускалася в комплектаціях Classic, Ambiente, Sport і Elegance. Нова Skoda Fabia є «найбільшою» у сегменті малолітражних автомобілів.
В залежності від ринку збуту та комплектації моделі Skoda Fabia оснащувались: двома, чотирма або шістьма подушками безпеки, базовою системою АБС, а в комплектаціях високого рівня або за замовленням додатково електронною системою стабілізації, яка допомагає водієві утримувати контроль над автомобілем під час заметів і буксування. Завдяки продуманій конструкції з застосуванням сучасних матеріалів, дана модель за результатами краш-тесту від організації Euro NCAP отримала максимальну оцінку безпеки — 5 зірок.
Модель зазнала невеликий фейсліфтінг в 2010 році, змінені передні фари, протитуманні фари, решітка радіатора, передній і задній бампер, нове рульове колесо, щиток приладів, значки Шкода замінені на чорні, написи на кришці багажника виконані в новому стилі і переглянуті рівні комплектацій.
Випускається в комплектаціях Classic, Ambiente і Elegance.
У цьому ж році, трохи пізніше, був представлений новий спортивний автомобіль Skoda Fabia RS, який оснащувався унікальним бензиновим двигуном з класичною турбіною та додатково компресором з ременним приводом. За рахунок цього мотор робочим об'ємом всього 1,4 л розвивав потужність 180 к.с., розганяючи автомобіль до швидкості 100 км/год за 7,3 с, а максимальна швидкість складала 225 км/год. Автомобіль мав новий передній бампер, легкосплавні 17-дюймові колеса дизайну Джуджаро, пофарбовані в червоний колір гальма і задній бампер з дифузором і подвійними вихлопними трубами. Всередині були встановлені спеціальні спортивні сидіння з логотипом RS, трьохспиці кермо і педалі з нержавіючої сталі з гумовими вставками.
У січні 2012 року в лінійці моделей з'явилася обмежена серія Monte Carlo, присвяченій 110-річної річниці участі марки Škoda в автоспорті. Skoda Fabia Monte Carlo мала чорні молдинги збоку, чорну дах і зовнішні дзеркала, чорну облицювання решітки радіатора і затінені фари. Легкосплавні 16-дюймові колеса також були чорними. У автомобілів був чорний або чорний з червоними вставками салон, спортивні сидіння і алюмінієві накладки на педалі.

### Двигуни[4][5]
| Модель       | Циліндри  | ГРМ       | Клапани   | Об'єм см³ | Потужність при об/хв      | Крутний момент при об/хв | Код двигуна | Роки виробництва | Витрати палива (дані виробника) |
| Бензинові    | Бензинові | Бензинові | Бензинові | Бензинові | Бензинові                 | Бензинові                | Бензинові   | Бензинові        | Бензинові                       |
| ------------ | --------- | --------- | --------- | --------- | ------------------------- | ------------------------ | ----------- | ---------------- | ------------------------------- |
| 1.2 HTP      | 3         | OHC       | 6         | 1198      | 44 кВт (60 к.с.) / 5200   | 108 Нм / 3000            | BBM / CHFA  | 03/2007–10/2011  | 5,9 л А-95                      |
| 1.2 12V HTP  | 3         | DOHC      | 12        | 1198      | 44 кВт (60 к.с.) / 5200   | 108 Нм / 3000            | CGPB        | 11/2011–06/2014  | 5,9 л А-95                      |
| 1.2 12V HTP  | 3         | DOHC      | 12        | 1198      | 51 кВт (70 к.с.) / 5400   | 112 Нм / 3000            | BZG / CGPA  | 03/2007–06/2014  | 5,9 л А-95                      |
| 1.2 TSI      | 4         | OHC       | 8         | 1197      | 63 кВт (86 к.с.) / 4800   | 160 Нм / 1500-3500       | CBZA        | 03/2010–06/2014  | 5,3 л А-95                      |
| 1.2 TSI      | 4         | OHC       | 8         | 1197      | 77 кВт (105 к.с.) / 5000  | 175 Нм / 1550-4100       | CBZB        | 03/2010–06/2014  | 7,1 л А-95                      |
| 1.4 16V      | 4         | DOHC      | 16        | 1390      | 63 кВт (86 к.с.) / 5000   | 132 Нм / 3800            | BXW / CGGB  | 03/2007–06/2014  | 7,6 л А-95                      |
| 1.4 TSI RS   | 4         | DOHC      | 16        | 1390      | 132 кВт (180 к.с.) / 6200 | 250 Нм / 2000−4500       | CAVE / CTHE | 08/2010–06/2014  | 6,2 л А-95                      |
| 1.6 16V      | 4         | DOHC      | 16        | 1598      | 77 кВт (105 к.с.) / 5600  | 153 Нм / 3800            | BTS         | 03/2007–04/2010  | 6,9 л А-95                      |
| Дизельні     |           |           |           |           |                           |                          |             |                  |                                 |
| 1.2 TDI (CR) | 3         | DOHC      | 12        | 1199      | 55 кВт (75 к.с.) / 4200   | 180 Нм / 2000            | CFWA        | 06/2010–06/2014  | 3,4 л Дизпаливо                 |
| 1.4 TDI (PD) | 3         | OHC       | 6         | 1422      | 51 кВт (70 к.с.) / 4000   | 155 Нм / 1600—2800       | BNM         | 03/2007–04/2010  | 4,5 л Дизпаливо                 |
| 1.4 TDI (PD) | 3         | OHC       | 6         | 1422      | 59 кВт (80 к.с.) / 4000   | 195 Нм / 2200            | BNV / BMS   | 03/2007–04/2010  | 4,6 л Дизпаливо                 |
| 1.6 TDI (CR) | 4         | DOHC      | 16        | 1598      | 55 кВт (75 к.с.) / 4000   | 195 Нм / 1500—2000       | CAYA        | 03/2010–06/2014  | 4,2 л Дизпаливо                 |
| 1.6 TDI (CR) | 4         | DOHC      | 16        | 1598      | 66 кВт (90 к.с.) / 4200   | 230 Нм / 1500—2500       | CAYB        | 03/2010–06/2014  | 4,2 л Дизпаливо                 |
| 1.6 TDI (CR) | 4         | DOHC      | 16        | 1598      | 77 кВт (105 к.с.) / 4400  | 250 Нм / 1500—2500       | CAYC        | 03/2010–06/2014  | 4,2 л Дизпаливо                 |
| 1.9 TDI (PD) | 4         | OHC       | 8         | 1896      | 77 кВт (105 к.с.) / 4400  | 240 Нм / 1800            | BSW         | 03/2007–04/2010  | 4,9 л Дизпаливо                 |
| 1.9 TDI (PD) | 4         | OHC       | 8         | 1896      | 77 кВт (105 к.с.) / 4400  | 240 Нм / 1900            | BLS         | 03/2007–04/2010  | 4,9 л Дизпаливо                 |
| 1. 2. 3. 4.  |           |           |           |           |                           |                          |             |                  |                                 |

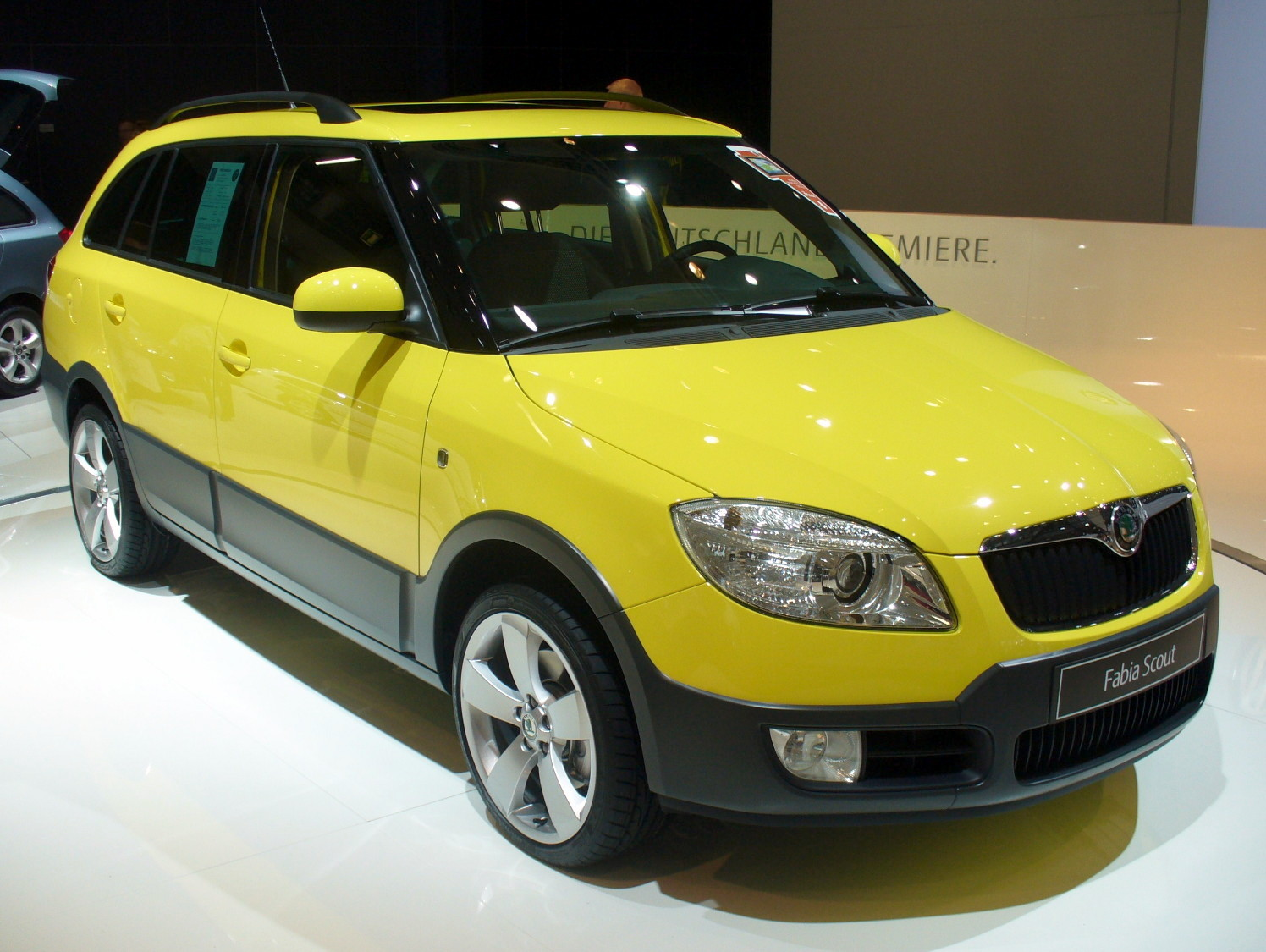
Škoda Fabia II Scout
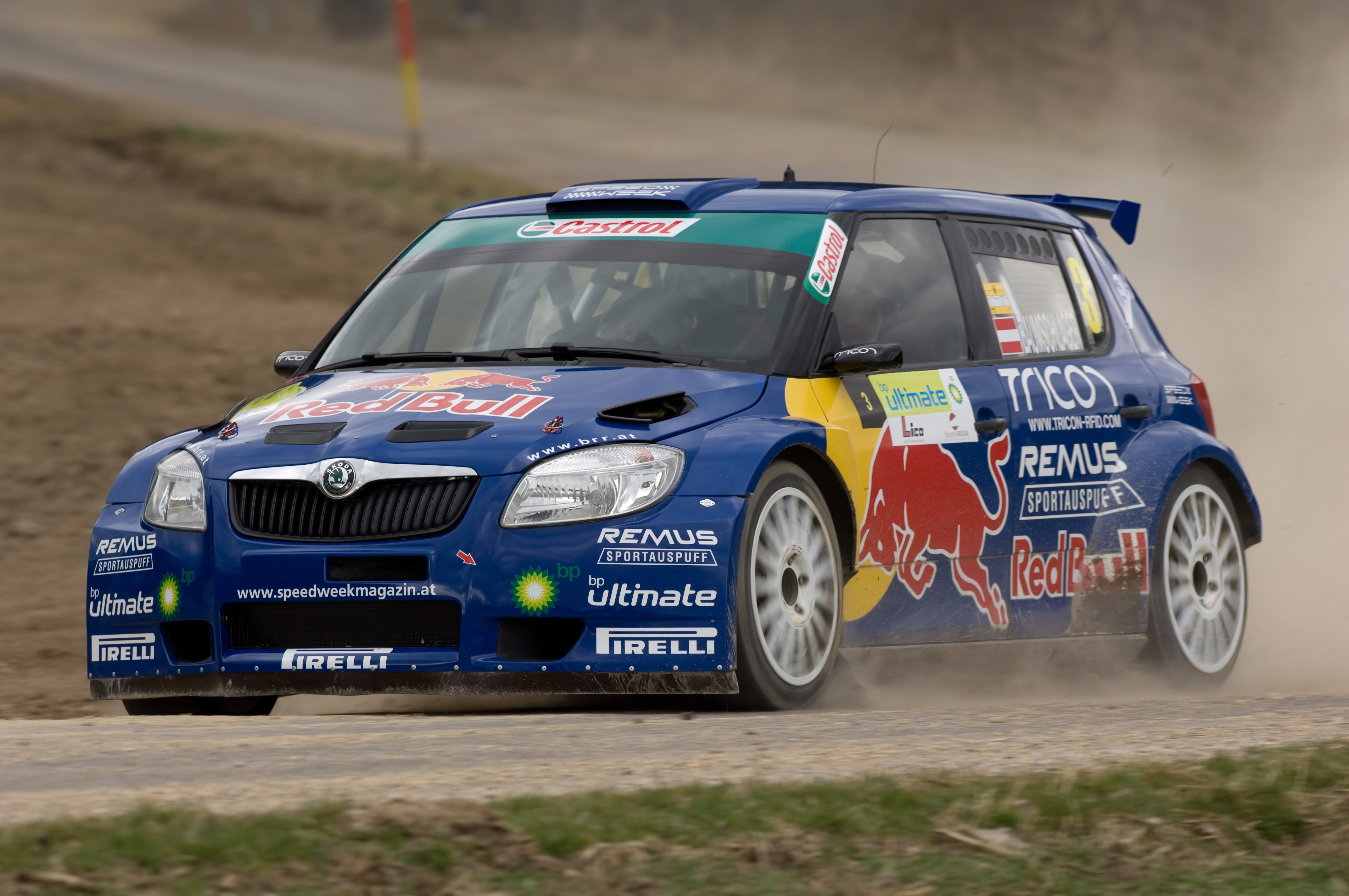
Škoda Fabia II Super 2000
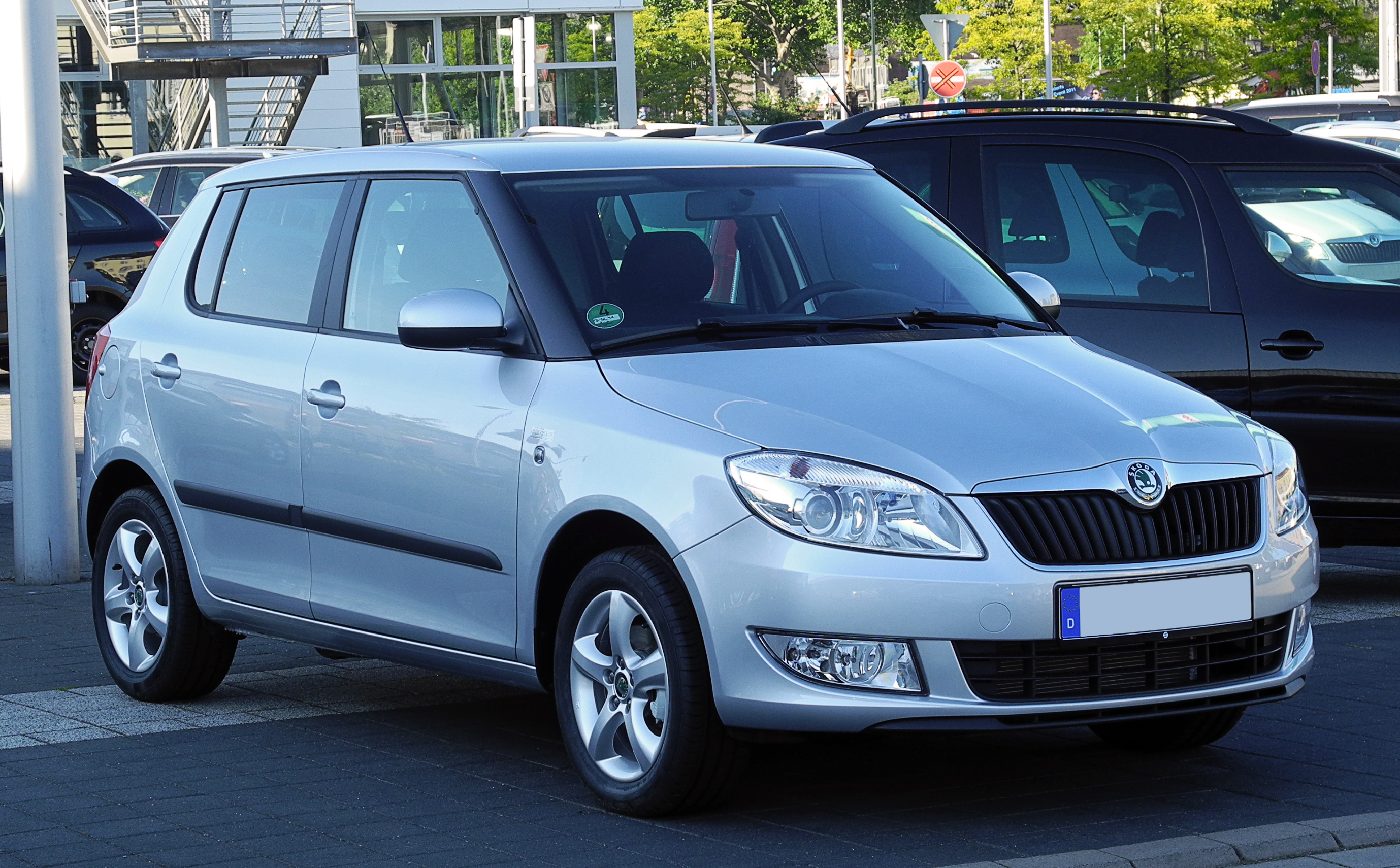
Škoda Fabia II (з 2010)
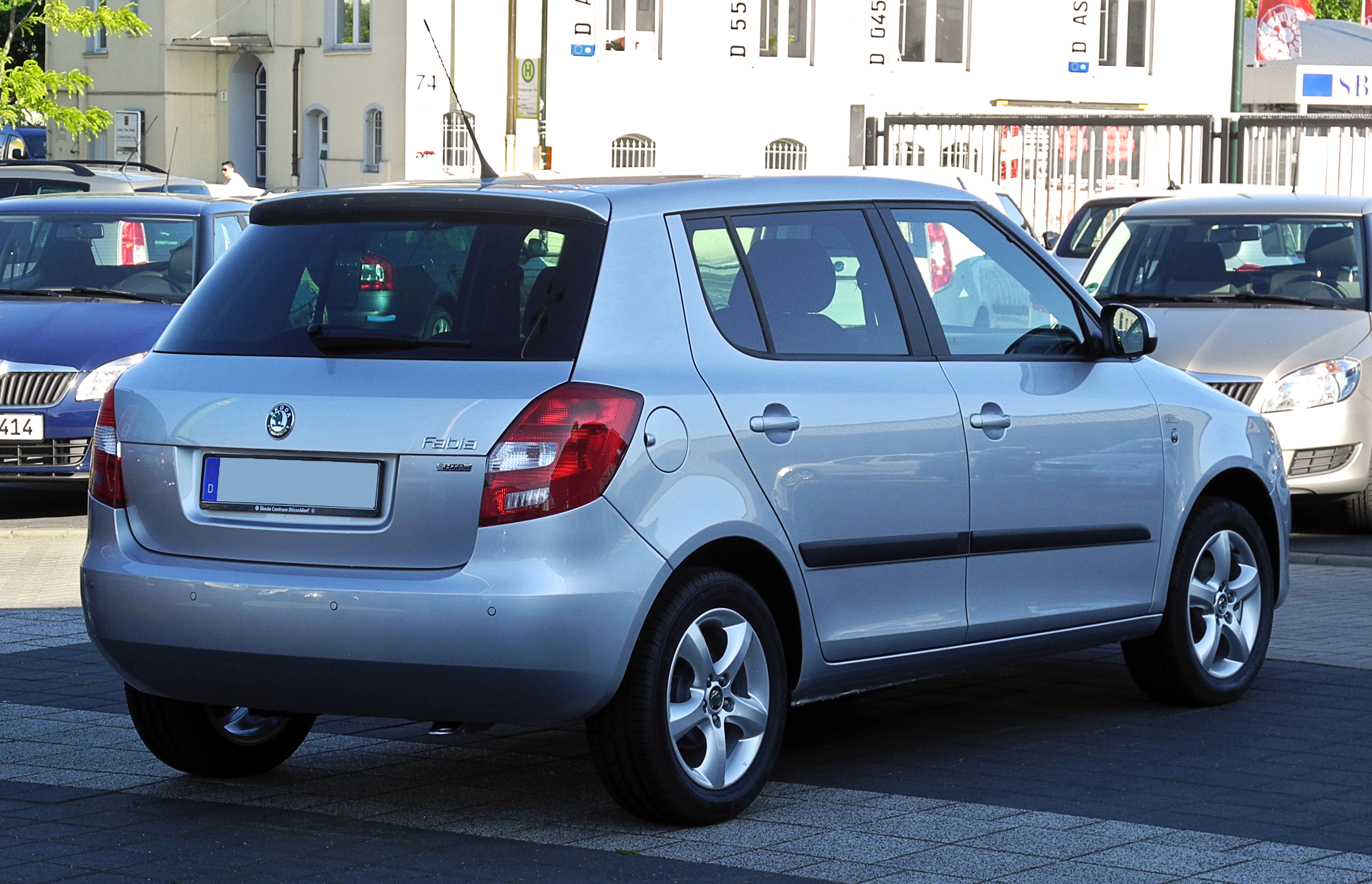
Škoda Fabia II (з 2010)
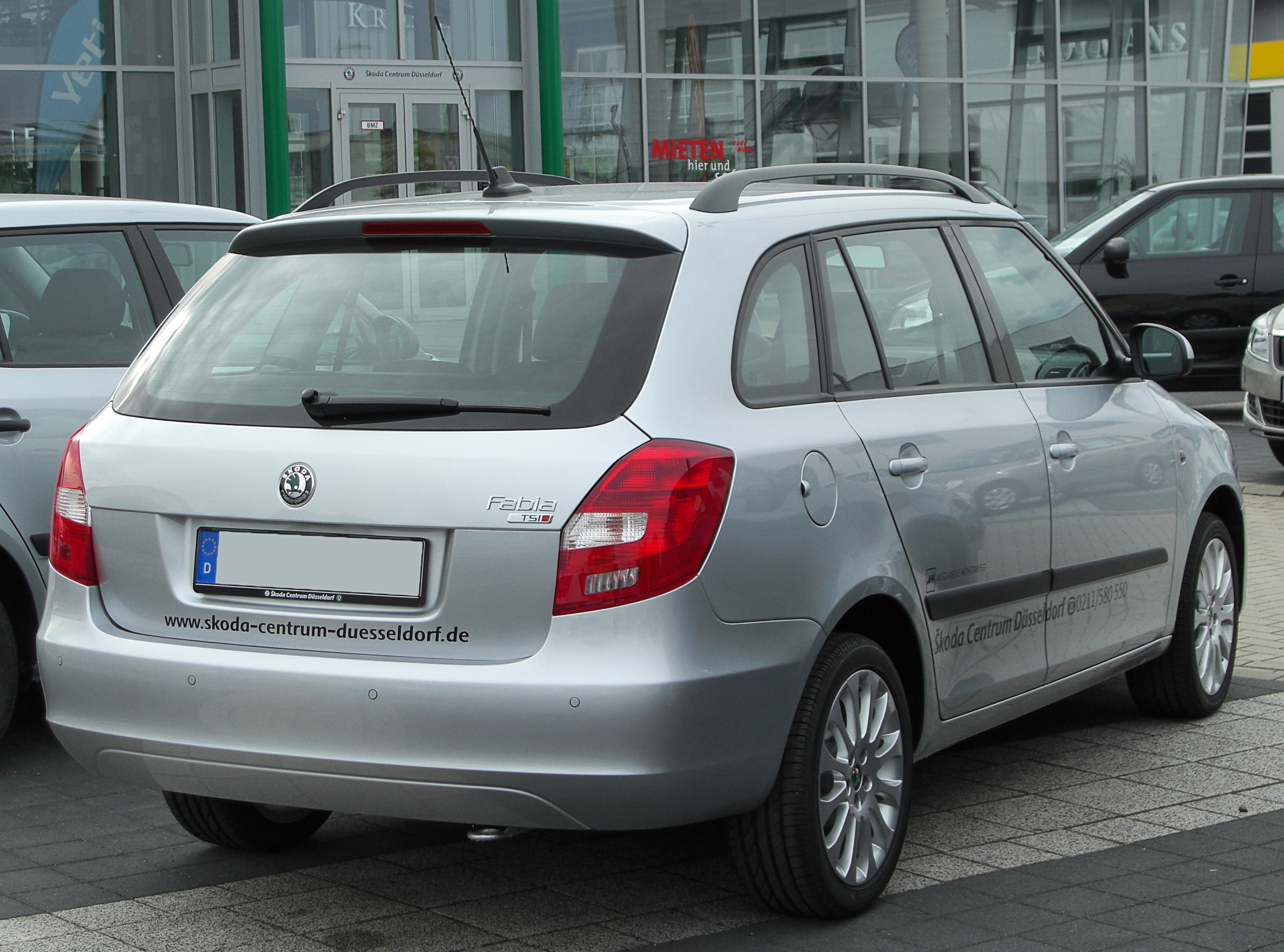
Škoda Fabia II Combi (з 2010)
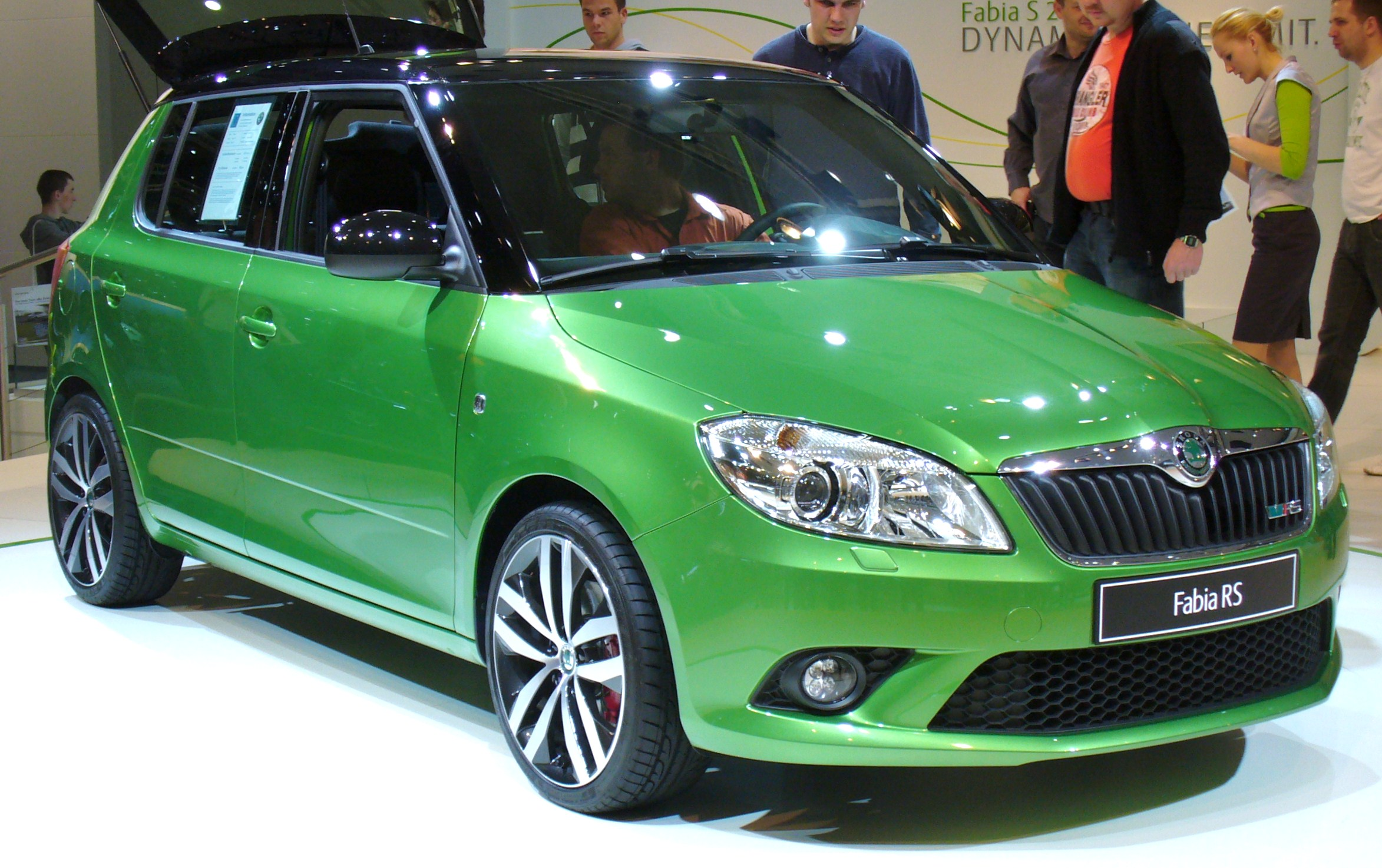
Škoda Fabia II RS (з 2010)

## Škoda Fabia III (2014—2021)

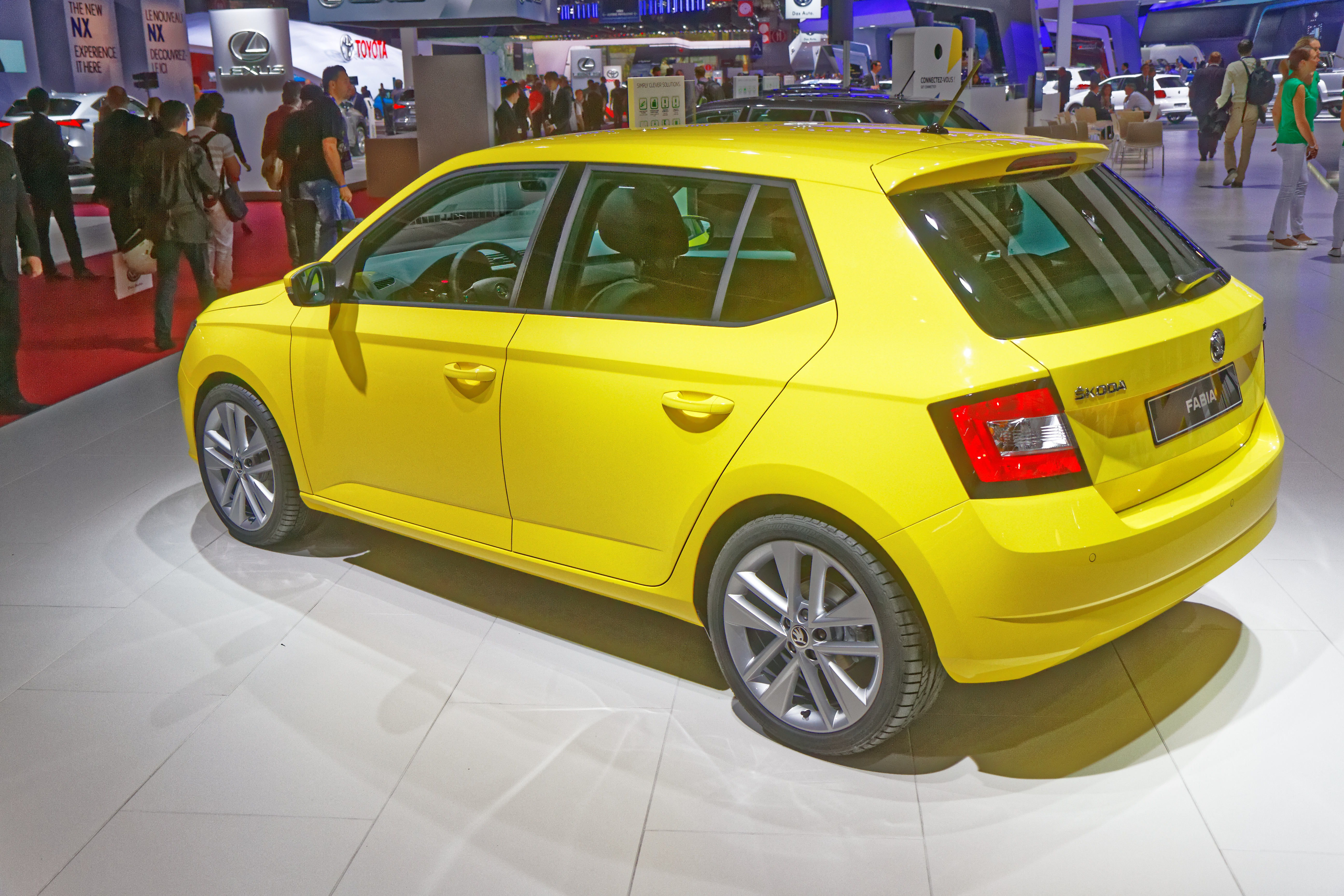
Škoda Fabia III (2014—2018)

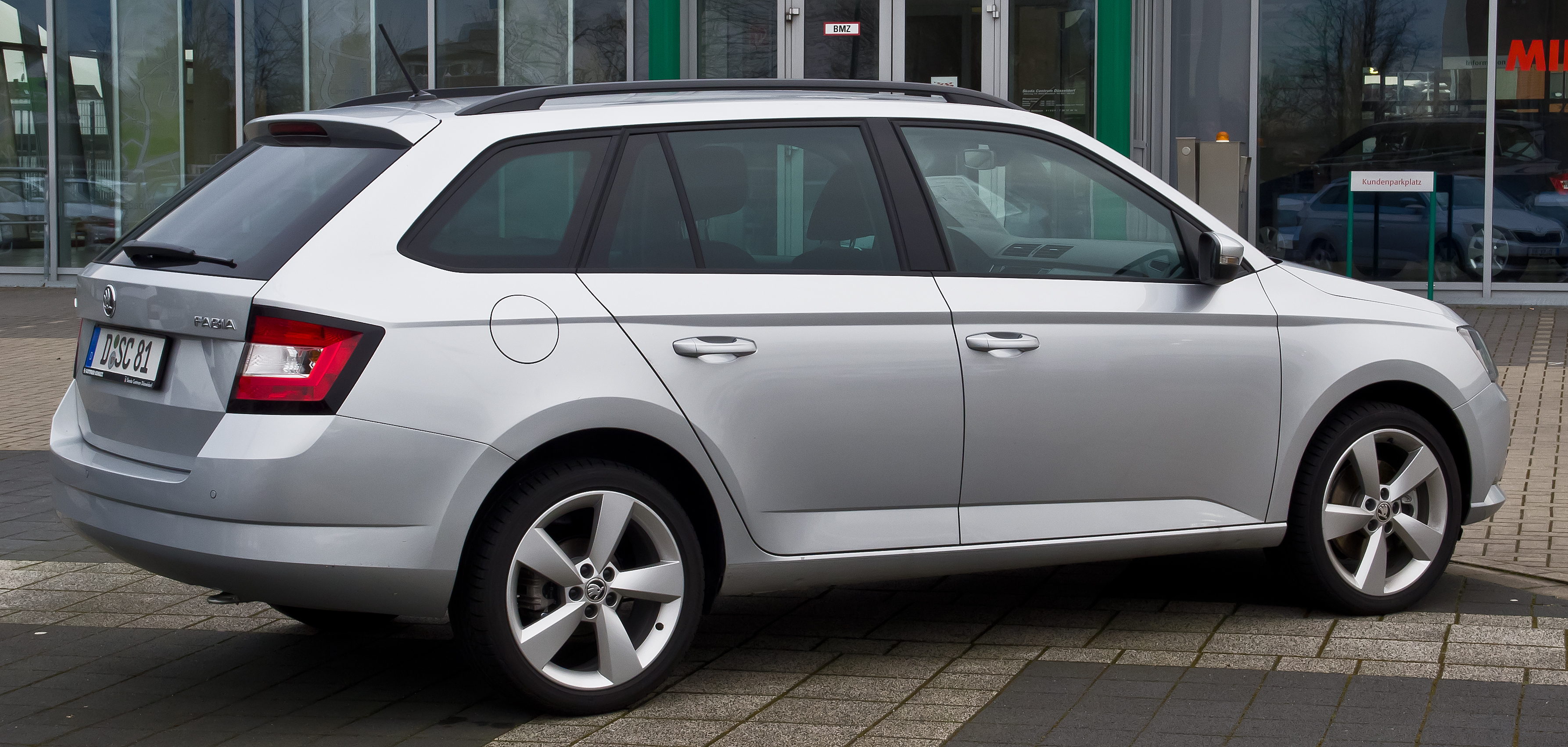
Škoda Fabia Combi III

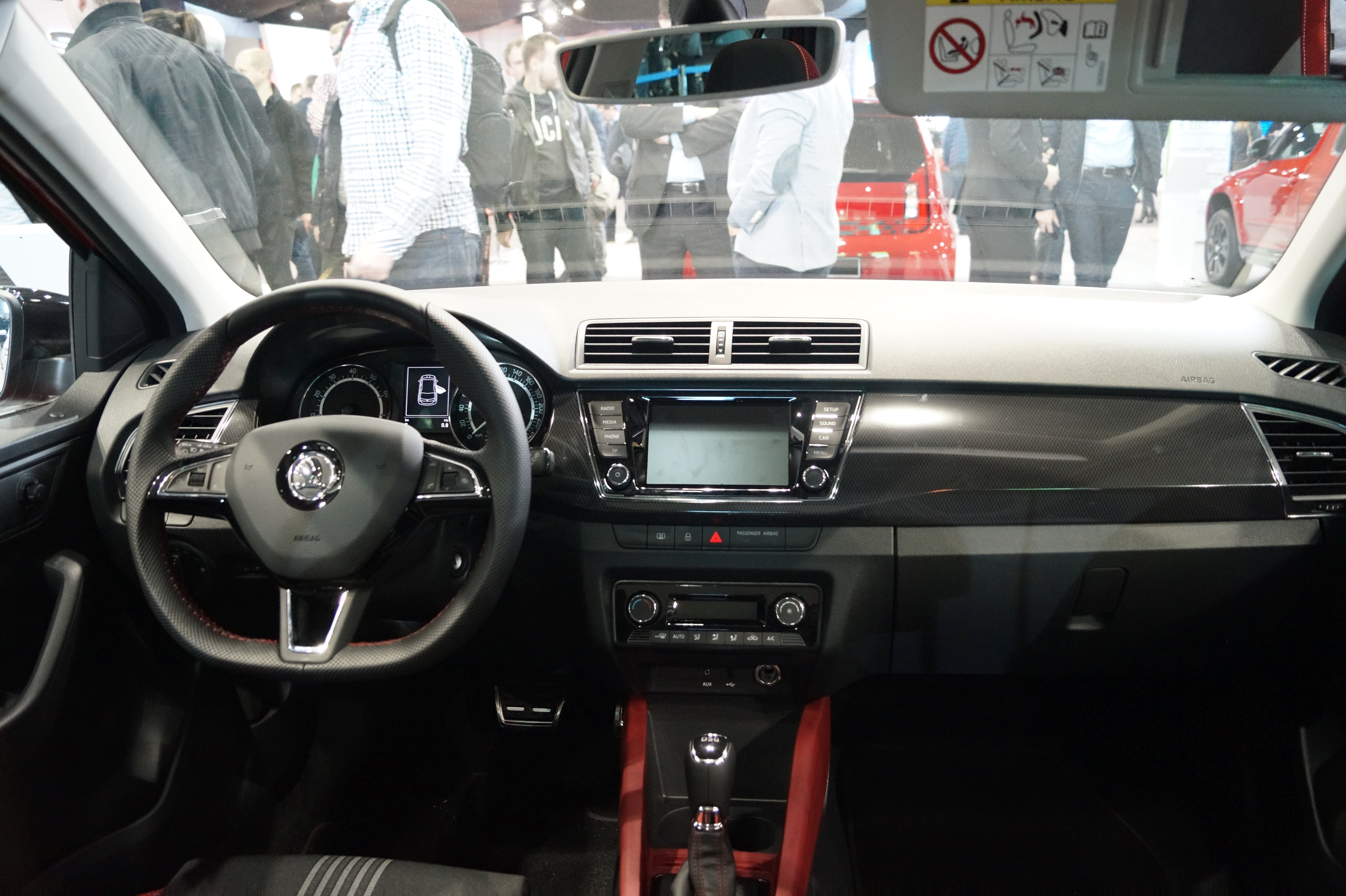
Салон Škoda Fabia III

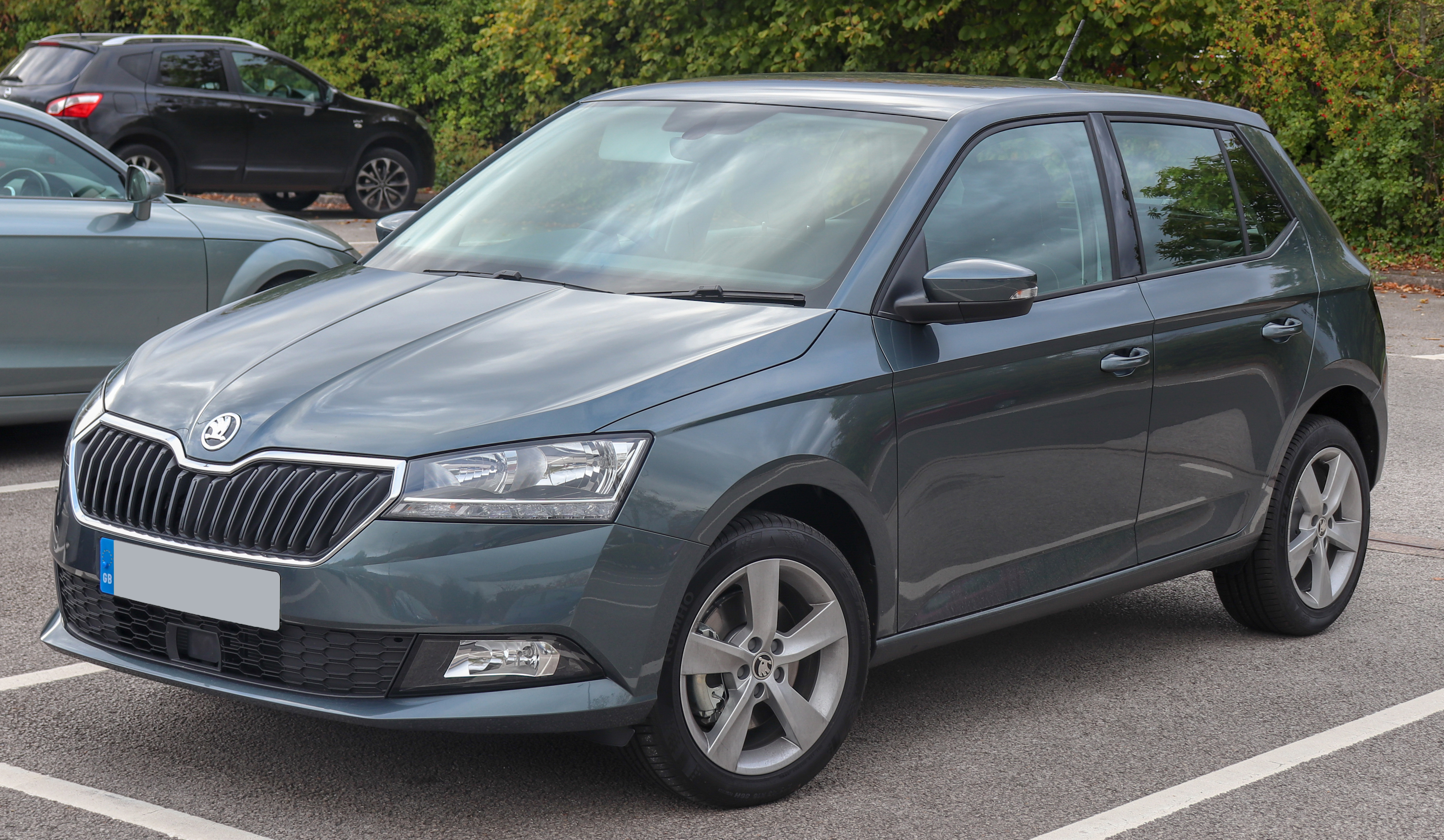
Škoda Fabia III (з 2018)

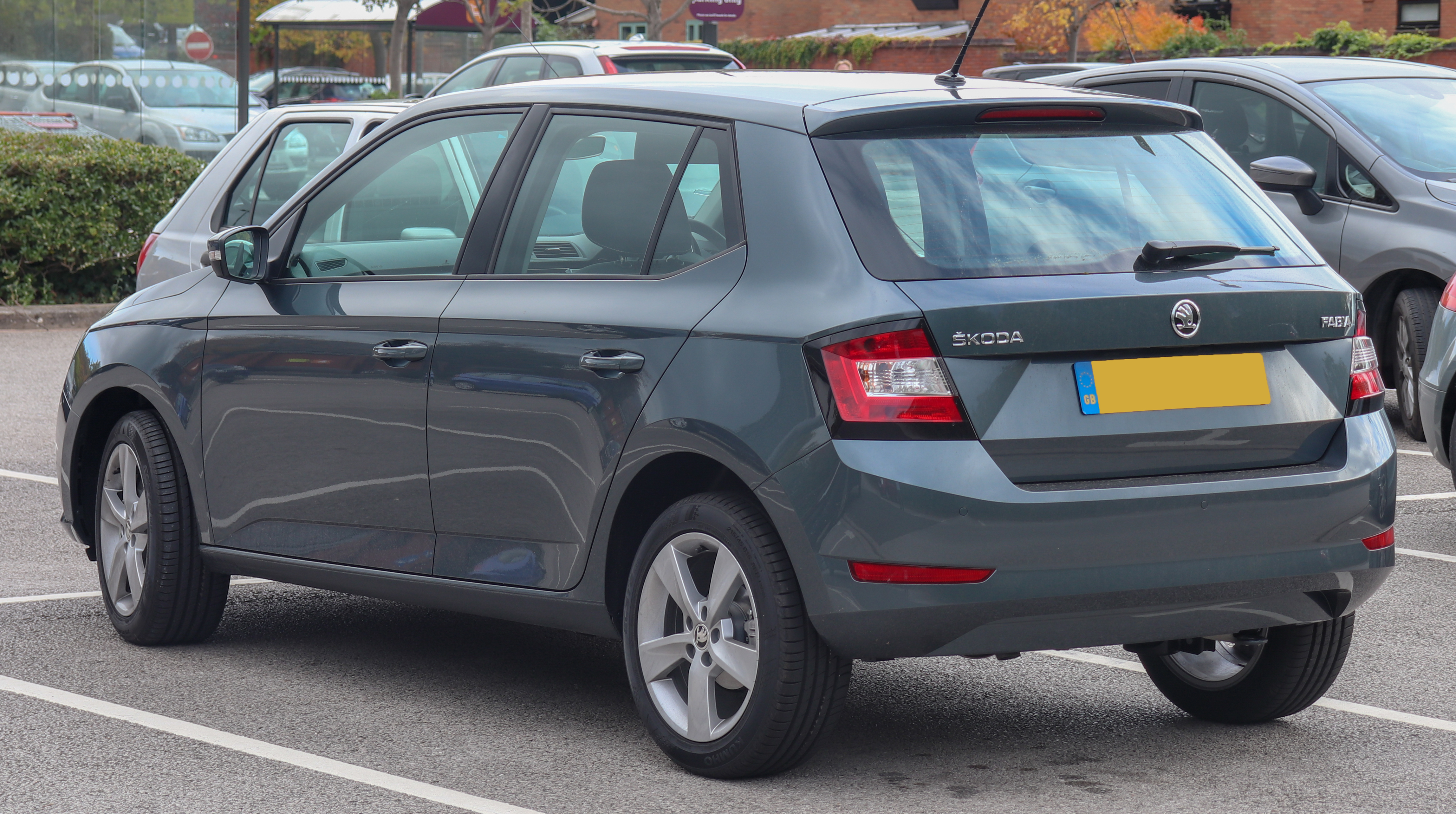
Škoda Fabia III (з 2018)

В кінці серпня 2014 року розпочалося виробництво хетчбеків Fabia третього покоління, на початку жовтня вони були офіційно показані публіці на Паризькому автосалоні. У Європі перші автомобілі поступили в продаж в листопаді, а в грудні почалося виробництво універсалів Fabia Combi.
Автомобіль виконаний в новому фірмовому стилі Skoda вперше представленому концептом Škoda Vision C навесні 2014 року на Женевському автосалоні. Цей емоційний, «гострий» дизайн додав спортивності Fabia третього покоління, новий чіткий вигляд кристалічної форми створює унікальну гру світла і тіні, а елегантна огранювання фар і задніх ліхтарів в стилі богемського скла доповнюють красивий вигляд автомобіля. Змінилися його пропорції, Fabia став трохи нижче і виріс в ширину.
В жовтні 2014 року на автосалоні в Парижі дебютує Škoda Fabia третього покоління створена на модульній платформі MQB-A. Довжина автомобіля складає 3992 мм, ширина — 1730 мм, висота — 1467 мм, колісна база — 2470 мм. Хетчбек має багажник об'ємом 330 літрів (на 15 літрів більше, ніж на моделі попереднього покоління) і 1150 літрів — при складених задніх сидіннях, правда складається тільки спинка, утворюючи високу сходинку. Універсал пропонує найбільш місткий багажник в класі — 530 літрів (на 25 літрів більше, ніж у моделі попереднього покоління) і 1395 літрів — при складених задніх сидіннях, спочатку складається подушка, потім на її місце лягає спинка утворюючи рівну площадку. У багажник входять предмети довжиною до 1550 мм, ширина багажника становить 960 мм, а висота завантаження — всього 611 мм.
У салоні безліч місць для зберігання різних речей. На центральній консолі з'явився універсальний тримач для мультимедійних пристроїв, в кишенях бічних дверей можуть бути розміщені відділення для сміття, сітки на внутрішніх краях спинок передніх сидінь чудово підійдуть для зберігання дрібних предметів. В обох задніх дверях є відсіки для зберігання півлітрових пляшок, пляшка ємністю в один літр увійде в бардачок і ще дві пляшки по 0,5 літра можна розмістити в центральній консолі.
Fabia третього покоління — це перший автомобіль Skoda, оснащений системою MirrorLink, що дозволяє зв'язати смартфон з бортовою мультимедійною системою. Це дає можливість легко використовувати навігаційні та музичні програми смартфона в автомобілі. З іншого боку, автомобіль може передавати такі дані як витрата палива, середню швидкість або вартість поїздки в спеціальний додаток смартфона.
Нова лінійка двигунів складається з чотирьох бензинових і трьох дизельних моторів. Трициліндрові двигуни 1.0 MPI потужністю 60 і 75 к.с. оснащені системою зміни фаз газорозподілу впускних клапанів і розподіленим уприскуванням палива. Чотирициліндрові двигуни з турбонаддувом робочим об'ємом 1,2 літра і потужністю 90 і 110 к.с. також мають систему зміни фаз газорозподілу впускних клапанів, але оснащені безпосереднім уприскуванням палива (TSI). Два трициліндровий турбодизеля з турбіною змінної геометрії і безпосереднім уприскуванням мають робочий об'єм 1,4 літра і розвивають потужність 90 і 105 к.с. У 2015 році з'явиться економічна версія автомобіля Fabia GreenLine з турбодизелем робочим об'ємом 1,4 літра потужністю 75 л.с. з системою рекуперації енергії, старт-стоп системою, шинами з низьким опором коченню і поліпшеною аеродинамікою.
Також в Україні до Skoda Fabia третьої генерації пропонують двигун 1.6 MPI потужністю 110 к.с. в парі з ручною або 6-швидкісною автоматичною коробкою передач.
За версією Euro NCAP Fabia третього покоління стала кращим за пасивної безпеки автомобілем в своєму класі за 2014 рік.
На 88-му Женевському автосалоні в березні 2018 року Škoda представила переглянуту версію Fabia. Автомобіль більше не постачається з дизельними двигунами. Модель вперше отримала світлодіодні ліхтарі, допоміжні асистенти та моніторинг задніх коліс.
Також було оновлено й версію Skoda Fabia RS.

### Двигуни
Бензинові
- 1.0 л MPI I3 60 к.с.
- 1.0 л MPI I3 75 к.с.
- 1.0 л TSI I3 95 к.с.
- 1.0 л TSI I3 110 к.с.
- 1.2 л TSI I4 90 к.с.
- 1.2 л TSI I4 110 к.с.
- 1.4 л TSI I4 125 к.с. (1.4 TSI „Edition R5“, 04/2018–08/2018)
- 1.6 л MPI I4 110 к.с.

Дизельні
- 1.4 л TDI I3 90 к.с.
- 1.4 л TDI I3 105 к.с.

## Škoda Fabia IV (2021—)

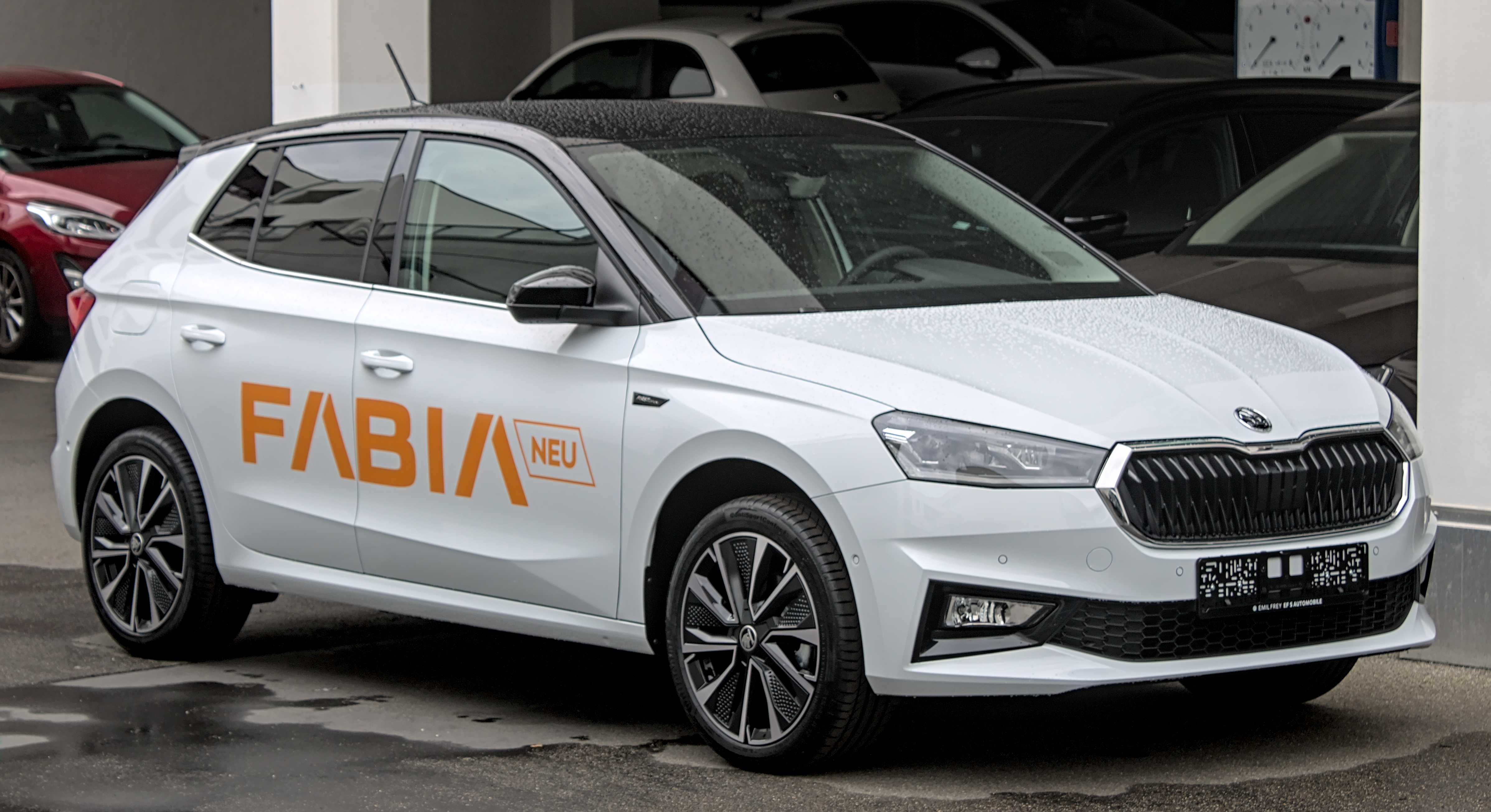
Škoda Fabia IV

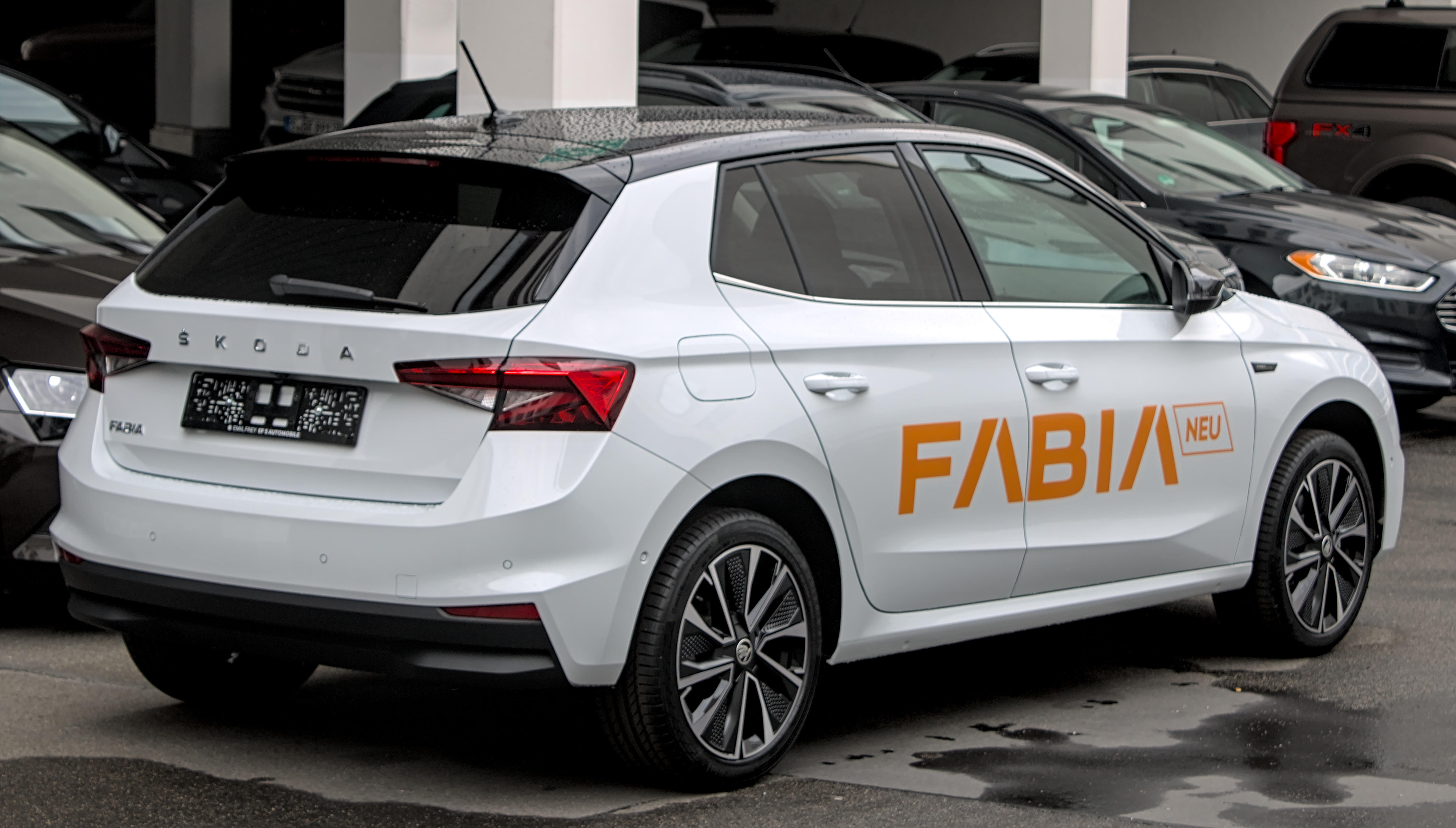
Škoda Fabia IV

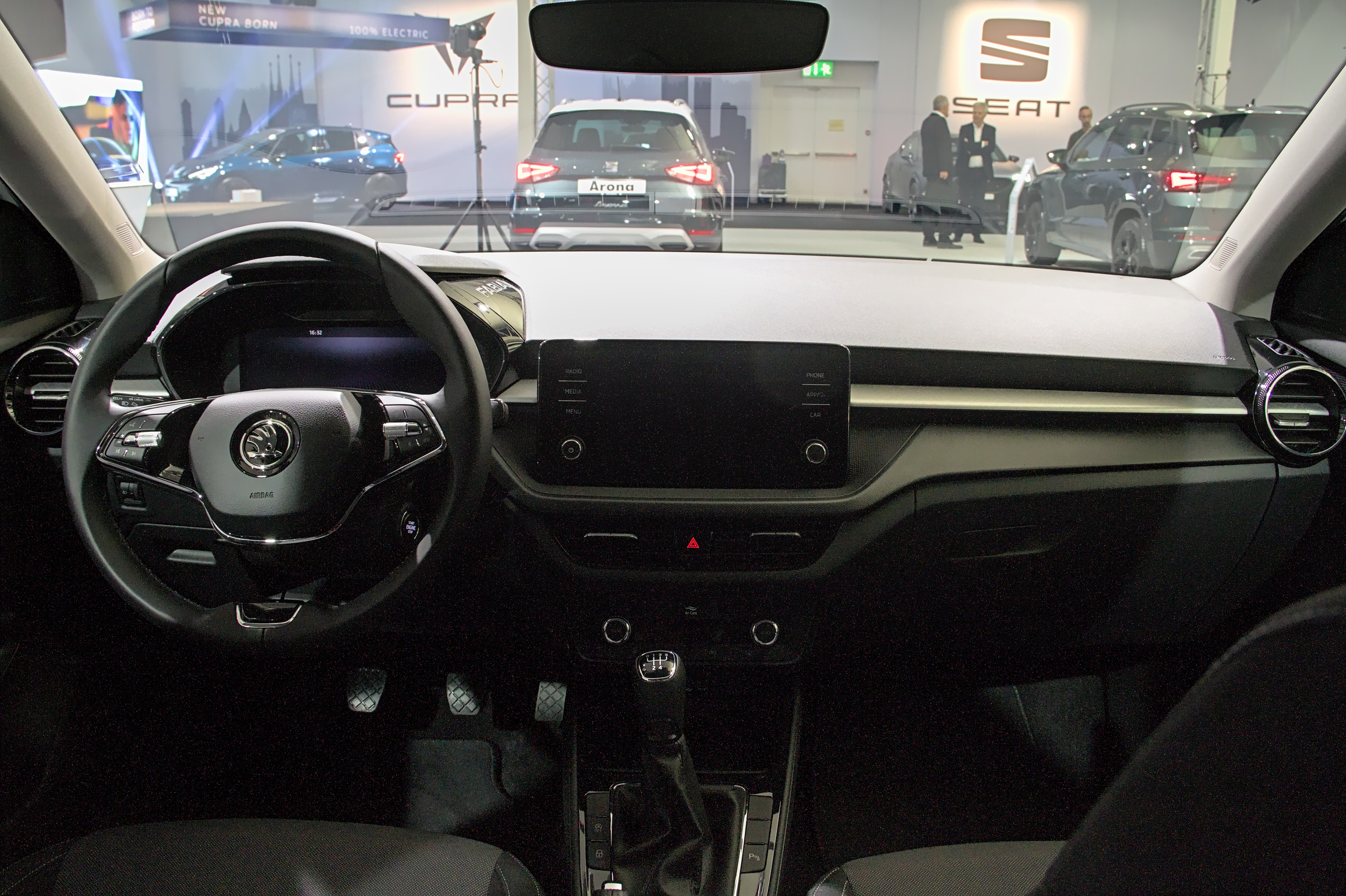

У травні 2021 року була презентована Fabia четвертого покоління. Габарити Fabia четвертої генерації — 4108x1780x1460 мм, колісна база — 2564 мм. Таким чином, вона одразу на 11 см довше і на 4,8 см ширше своєї попередниці. Відстань між осями збільшилася на 9,4 см.
«Фабія» отримала фольксвагенівську архітектуру MQB-A0.
Крім того, дизайнери та інженери попрацювали над аеродинамікою, знизивши коефіцієнт лобового опору з 0,32 до 0,28.
У салоні вперше встановлюється віртуальна приладова панель на 10,25 дюйма. Також передбачені три мультимедійних системи з моніторами на 6,5, 8 і 9,2 дюйма.
Моторну гамму склали бензинові агрегати, що відповідають стандарту Euro 6d.
Літрові атмосферники отримали надбавку в 5 к.с. — до 65 і 80 к.с. відповідно. Обидва працюють з п'ятиступеневою механікою.
«Турботрійка» аналогічного об'єму може розвивати 95 або 110 к.с., в першому випадку вона поєднується з МКП5, у другому — з МКП6 або DSG7.
На чолі діапазону розташувалася 1,5-літрова «турбочетвірка» на 150 к.с. і 250 Нм, яка завжди йде тільки з роботом. Оснащена нею «Фабія» може набрати сотню за 7,9 секунди і розігнатися до максимальних 225 км/год.

### Двигуни
- 1.0 L EA211 MPI EVO 65/80 I3
- 1.0 L EA211 TSI EVO 90/110 I3
- 1.5 L EA211 Evo TSI 150 (DADA) I4 150 к.с.